# Казанский феномен

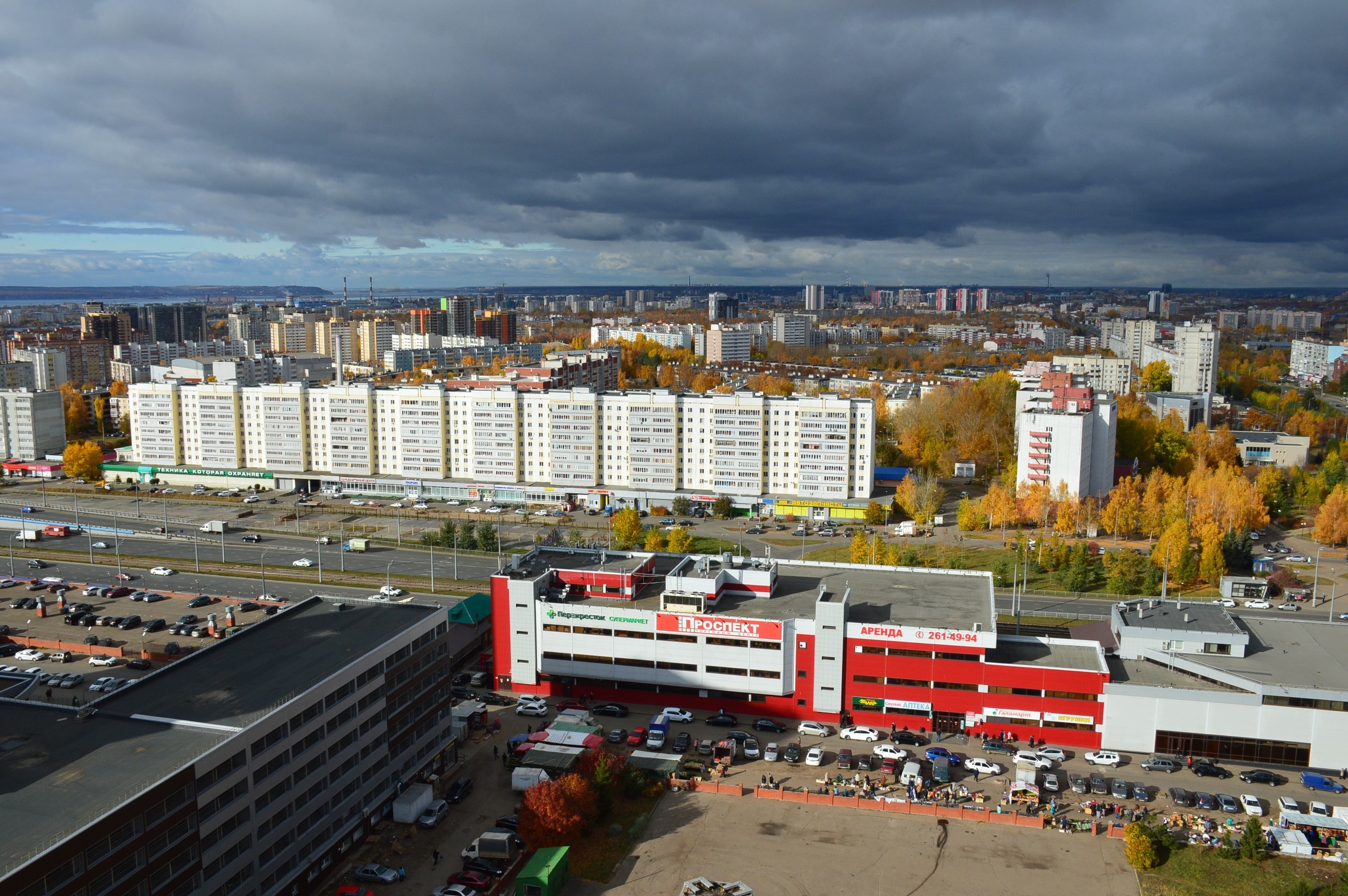
Казанский жилой район Горки, в котором проживали многие члены уличной группировки и будущей одноимённой преступной банды «Перваки»

«Казанский феномен» — собирательное название образовавшихся в 1970-е и 1980-е годы в Казани и ряде городов Татарской АССР многочисленных банд, составленных из малолетних и несовершеннолетних лиц. Подростки из рабочих районов с окраин Казани объединялись в молодёжные банды, которые носили имена, созвучные с названиями районов или улиц, где проживали их члены. Банды начинали вести соперничество за территории в городе, устраивая массовые драки «стенка на стенку» с использованием арматуры и металлических шаров, которые нередко заканчивались смертельным исходом. Банды сформировались почти во всех районах Казани: школьники, которые становились свидетелями столкновений этих группировок, загорались желанием им подражать, чтобы укрепить своё влияние среди сверстников, и воспринимали стычки как нечто обыденное. Одной из предпосылок возникновения «казанского феномена» считается деятельность банды «Тяп-ляп».
Казанские молодёжные банды отличались от группировок гопников из других городов наличием определённой иерархии, масштабом своих действий и последствиями стычек. Они нередко выясняли отношения в массовых драках, совершали иные преступления. Большинство уличных банд прекратили своё существование с распадом СССР и коренным общественно-политическим переломом, некоторые из них стали известными в Казани ОПГ. Среди подобных казанских группировок широко известны «Борисково», «Грязь», «Жилка», «Киноплёнка», «Калуга», «Перваки», «Хади Такташ» и другие. В связи с обилием молодёжных банд Казань стала символом подростковой преступности, обретя славу одной из криминальных столиц СССР, а время, когда шли многочисленные «войны за асфальт», получило название «асфальтный период».
«Казанский феномен» описал в своей книге «Слово пацана. Криминальный Татарстан 1970—2010-х» (2020) журналист Роберт Гараев. В 2023 году на экраны вышел сериал «Слово пацана. Кровь на асфальте», в основе сюжета которого лежат события, связанные с феноменом.

## Возникновение
Единого взгляда на истоки казанского феномена нет.
Автор книги «Слово пацана. Криминальный Татарстан 1970—2010-х» Роберт Гараев приводит свидетельства одного из своих знакомых, согласно которым группировки начали складываться в 1940-е и 1950-е годы. Тогда отмечались драки жителей Суконной слободы («Суконки») с жителями Тукаевской улицы, в ходе которых Суконка брала «пленных», требуя в качестве выкупа от 100 до 200 пирожков от жителей Тукаевской.
Александр Салагаев и Светлана Стивенсон говорят о начале феномена в 1960-х годах, когда в Казани начала развиваться теневая экономика и появились цеховики, продававшие продукцию «налево», а также фарцовщики, сбывавшие дефицитные товары на «чёрном рынке». Группы молодых хулиганов, которые покушались на коррупционные доходы барменов и директоров ресторанов и магазинов, использовались цеховиками для перевозки товара и его охраны, превратившись в мелкие предпринимательские группы; они сами облагали «данью» цеховиков и совершали другие корыстные преступления от квартирных краж до угонов машин.
Согласно автору книги «Бандитская Казань», заместителю председателя Верховного суда Республики Татарстан Максиму Беляеву, у истоков «казанского феномена» стояла банда «Тяп-ляп» из Приволжского района, лидеры которой активно привлекали на свою сторону подростков из множества посёлков, превратив большую часть молодёжных групп Приволжского района в собственные филиалы. Их влияние расширялось как путём мирного вовлечения авторитетных дворовых компаний в их деятельность, так и путём драк «стенка на стенку». Апофеозом деятельности группировки стал мотопробег в августе 1978 года в Ново-Татарской слободе, в ходе которого были забиты до смерти несколько человек. После краха группировки её место заняли банды из молодых людей, среди которых выделялись «Новотатарские», «Жилка» и «Грязь». Татарская АССР стала первым регионом СССР, в котором было впервые признано официально существование организованных преступных группировок в стране. Костяк банды «Тяп-ляп» составляли подростки из семей рабочих, проживавших в микрорайоне завода «Теплоконтроль».
Заместитель начальника УВД Казани в 1977—1989 годах Александр Авдеев утверждал, что в 1974 году милиция стала принимать сообщения о «группах дерзких подростков, одинаково одетых» от жителей Приволжского района, а позже ― во всех районах Казани, а затем в Набережных Челнах и Нижнекамске. Руководство Авдеева не реагировало должным образом на сообщения о бандах, считая, что это обычные драки между молодёжью из разных микрорайонов. Первый секретарь горкома КПСС Рашид Мусин потребовал от партийных органов «усилить воспитательную работу среди молодежи» и отказался возлагать на милиционеров ответственность за сложившуюся ситуацию (в том числе события с бандой «Тяп-ляп»): «ни один сотрудник милиции не понесет партийной ответственности, потому что все произошедшее — не столько вина милиции, сколько вина идеологов». Тем не менее некоторые сотрудники силовых органов были наказаны по линии МВД СССР. Для лучшего обеспечения безопасности в Казани было учреждено городское подразделение ППС, расширившееся с батальона до полка, а в его составе появились вскоре 8-я рота специального назначения и конный взвод; также была образована дежурная часть УВД. Правду о деятельности банды «Тяп-ляп» на встречах с общественностью впервые раскрыли в 1982 году.
Само понятие «казанский феномен» стало появляться в 1980-е годы в центральных газетах и журналах, юридической литературе СССР и ряде изданий. По одной версии, это название предложил Дмитрий Лиханов в статье 1988 года «„Дрянные“ мальчишки», опубликованной в журнале «Огонёк» и посвящённой деятельности банды «Тяп-ляп»; по другой версии, впервые название появилось в 1988 году в статье Юрия Щекочихина о молодёжной преступности, опубликованной в «Литературной газете». В то же время Любовь Агеева писала, что первые публикации о вражде подростковых компаний были связаны не с Казанью, а с Дзержинском (Горьковская область) и подмосковными «люберами».

## Причины возникновения
Определить основные причины возникновения большинства конфликтов между микрорайонами в целом не представляется возможным, поскольку участники дворовых банд почти всегда обвиняли друг друга в начале любого конфликта и считали себя обязанными нанести «ответный удар». Позже они говорили, что своими поступками поддерживали уже сложившиеся традиции. Приводятся разные точки зрения на причины возникновения «казанского феномена».

### Разрыв социальных связей
По мнению Гараева, появление «казанского феномена» было одной из иллюстраций традиционного противостояния «города и деревни» в СССР: на месте старых общественных связей, которые были разорваны, появлялись новые. Как правило, при достаточно большом количестве молодёжи люди начинали объединяться в банды. По версии политолога Марка Галеотти, автора книги «Воры. История организованной преступности в России», уличные группировки появились вследствие «утраты связей в обществе»: в связи с отсутствием нормальных иерархий и социальных лифтов участие в такой банде позволяло человеку подняться по символической лестнице иерархии. Члены некоторых банд могли заручиться связями из правоохранительных органов или крупных магазинов, чтобы приобрести нужный товар или услугу.
В одной из публикаций газеты «Советский спорт» утверждалось, что виновниками образования молодёжных банд являются люди, которые во время войны переехали в эвакуацию в Казань, что якобы привело к конфликту между коренными молодыми жителями и приезжими. Пресс-секретарь МВД Татарской АССР в 1986—1991 годах Анвар Маликов придерживался похожей точки зрения: по его словам, на фоне больших понесённых в войну потерь в Казань начали массово переезжать жители деревень и уроженцы других городов, которые не стали авторитетом для детей, породив тем самым «неприкаянное поколение». Произошло их объединение с критической массой молодёжи в «спальных» комплексах города. Определённую роль в этом могла сыграть и амнистия, объявленная после смерти Сталина, когда из тюрем и лагерей были освобождены более 1,2 млн человек. Тогда воровские понятия стали транслироваться на обычную публику, а блатная романтика стала популярной во всём СССР, особенно среди молодёжи, заложив основу для появления молодёжных группировок.
Агеева отмечала, что расцвет преступности среди молодёжи отражает конфликт отцов и детей: старшие возмущались тем, что молодёжь забывала их идеалы и отвергала их традиции, но сами понимали, что неспособны решить те или иные проблемы. На молодёжь также накладывался отпечаток семейных проблем, связанных с социально-экономическими условиями жизни; на нет сводились и все формы социализации подрастающего поколения. Среди иных факторов, влиявших на агрессивность подростков, упоминались возможные нарушения психического развития (частота нервных заболеваний) и экологический фактор: исследователи пытались связать эти факторы с кругом общения подростков.

### Возможная роль властей
По одной из теорий, которую рассматривал Гараев, появление молодёжных группировок могло быть связано либо с проектом КГБ СССР по управлению массами молодёжи, либо с социальным экспериментом, либо с вызовом против МВД СССР, у которого с КГБ был давний конфликт. Гараев ссылается на одно из заявлений Юрия Андропова о диссидентах, космополитах и неформальной молодёжи как главных врагах советской власти, против последних должна была бороться «крепкая пролетарская молодежь». Предполагалось, что КГБ намеревался таким образом отвлечь молодёжь от реальных проблем общества.
По воспоминаниям современников, сотрудники КГБ действительно часто контактировали с представителями групп и, возможно, получали от них информацию о списке участников каждой из банд. В 1990-е годы появились слухи о том, что у каждой банды был куратор из спецслужб, однако эти слухи не выходили за пределы «старших» групп: младшим рассказывать об этом запрещалось. Боевые комсомольские дружины (БКД, расшифровывались как «Бей, кого догонишь»), в которые уходили и некоторые из бандитов, затаившие обиду на своих друзей, стали злейшими врагами казанских банд. Позже в прессе распространялись слухи, что к образованию банд могло быть причастно не КГБ, а ЦРУ.

### Духовный кризис
Агеева утверждала, что учёные только в последние годы существования СССР начали серьёзно исследовать причины молодёжных проблем: на первых порах всё списывали на ошибки в воспитании. Одним из факторов «группировочной чумы» стал низкий уровень культуры в Казани, связанный с рядом запретов: были закрыты многие дискуссионные клубы, а люди с активной жизненной позицией подвергались преследованиям. Была слабо развита социальная инфраструктура, что отражалось в виде нехватки школ, детских садов, бассейнов, кинотеатров. О социальной обусловленности молодёжных проблем центральная пресса начала писать в 1985 году. Одним из факторов слабого развития духовной культуры в Казани было огромное выделение средств на строительство крупных промышленных объектов типа «Атоммаш», «КамАЗ» и «Химмаш» при слабо развитой социальной инфраструктуре (на микрорайон, где проживали 150 тысяч человек, приходился всего один кинотеатр на 200 посадочных мест).
Агеева соглашалась с тем фактом, что многие «естественные формы социализации подрастающего поколения» перестали действовать: по её словам, «жёсткая регламентация школьной жизни» и «авторитарность отношения со взрослыми» привели к выталкиванию ребят из основных институтов социализации и позволили им войти в группировки. Граждане оставались сторонними наблюдателями, давая советы только в «приказном тоне», а наиболее презрительное отношение к подросткам было со стороны студентов, которые реже брали подростков на летние работы в стройотряды и перестали возглавлять кружки и секции при школах и ПТУ. Отсутствие развлечений и вражда с соседями мотивировали молодёжь из района «Теплоконтроль» на занятия спортом, позднее группировки стали совершать вылазки в соседние районы и устраивать побоища.
По версии кандидата философских наук, доцента Казанского филиала Высшей юридической заочной школы Н. С. Фатхуллина, последствия упущений в школьной практике, семейном воспитании, социальном управлении и идеологической работе приводили к росту правонарушений среди подростков, которые действовали спонтанно, порой не осознавая последствий своих действий. По словам кандидата педагогических наук А. Вайсбурга, социально-политические условия жизни не соответствовали воспитанию нравственных качеств из-за масштабов сталинских репрессий и последствий брежневского «застоя».

### Уголовный аспект
Любовь Агеева писала, что преступный мир Казани, имевший глубокие исторические корни, мог увидеть в молодёжных группировках своеобразную подрастающую смену. Поэтому опытные преступники подталкивали малолетних преступников на кражи, изнасилования, угоны машин и массовые драки, чтобы сковать силы милиции. В то же время влияние уголовного мира на появление «казанского феномена» не могло быть единственным фактором, а члены банд той эпохи опровергали слухи о том, что подростковые банды курировались «урками» из мест лишения свободы, поскольку у заключённых не было организаторских способностей, а собираемая дань с каждого участника подростковой банды в целом была ничтожной.
По словам начальника следственного отдела УВД Казанского горисполкома И. Матвеева, в официальных отчётах и выступлениях всячески занижались данные об уровне преступности среди несовершеннолетних, а говорить открыто опасались: те, кто выступал за предоставление подлинных данных, увольнялись из органов, а когда стала известна правда о малолетних группировках, милиция бросила на них все силы, прекратив заниматься расследованием квартирных краж и семейных дебошей. По словам заместителя начальника УВД Казанского горисполкома Е. Н. Гатцука, на момент существования «Тяп-ляп» в городе было ещё несколько мелких группировок, занимавшихся преступной деятельностью с целью обогащения, и разные агрессивные дворовые компании, на базе которых и произрастали молодёжные банды. Некоторые банды заключали союзы против «Тяп-ляпа», хотя и терпели неудачи в войнах против него. Разгром банды «Тяп-ляп» ошибочно внушил жителям Казани чувство безопасности.

## Количество банд и их численность

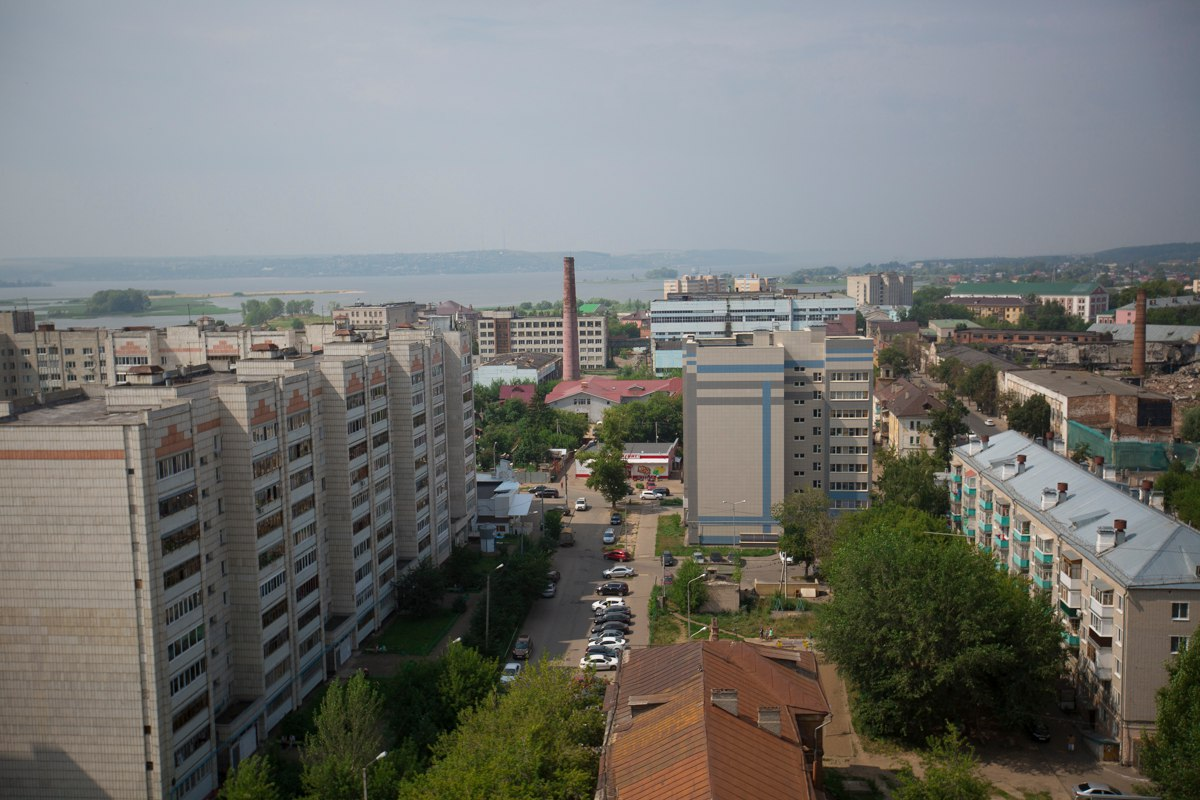
Кировский район Казани, в котором проживали члены банды «Грязь»

### Оценка количества банд
Данные о количестве казанских банд варьируются в разных источниках. В начале 1980-х годов МВД СССР упоминало 90 группировок Казани, размер некоторых из них составлял от 300 до 400 человек. В 1986 году советская милиция составила список из 3,5 тыс. членов уличных преступных группировок Казани; в некоторых газетах число банд варьировалось от 65 до 75, а ВЛКСМ называл число от 80 до 90 банд (возможно, что численность каждой банды намеренно занижали). КПСС получила первые сведения о наличии подростковых банд в Казани в 1984—1986 годах от комсомола . По словам Роберта Гараева, бывшего члена одной такой группировки и автора книги «Слово пацана», в Казани существовало не менее 150 крупных уличных банд, однако речь не шла об одновременном их существовании — в среднем в городе действовало около 100 группировок, из них активными были около 70. Группировка могла контролировать территорию от одного двора до нескольких кварталов или микрорайонов.
Порой враждовали не только улицы, но и дворы. Подростки называли каждую такую дворовую компанию «конторой», «бригадой», «моталкой» или «улицей», а членов такой банды — «мотальщиками», «мотанами» или просто «гопниками». Согласно Кириллу Рукову, в 1980-е годы число казанских банд составляло не менее сотни; Анвар Маликов выделял наличие от 70 до 80 банд, из которых около 15 были признаны особо опасными. В 1990-е годы вместо слова «мотаться» чаще употреблялось «лазить» для описания деятельности группировок.

### Известные группировки
Названия банд давались по улицам и районам, где проживали их участники. В разных источниках упоминаются названия таких банд, как «Теплоконтроль», «Грязь» (Кировский район или район села Грязнушка), «Сквер», «Калуга», «Слобода» (рядом с СИЗО № 2), «Перваки» (микрорайон Первые Горки, они же «Первогоровские» и «Первогорские»), «Лысогоровские», «Чайники», «Пентагон», «Двадцатый двор», «Воровский», «Финны», «Стандартный посёлок», «Рабочий квартал» (она же «Тельмана»), «Жилка» (микрорайон Жилплощадка, Московский район, около завода «Оргсинтез»), «Юдино» (посёлок Юдино), «Павлюхинские», «Киноплёнка», «Караваевские», «Светловские», «Низовские» («Низы»), «Мебелевские», банды кварталов по номерам (25-й, 27-й, 37-й, 38-й, 39-й), «Борисковские» («Борисково»), «Тукаевские» («Кировско-Тукаевские» или «Тукаево»), «Мирный», «Шатура», «Соцгородок», «Телестудия» и другие. По данным прокурора Бауманского района А. Мингазова, в районе орудовали пять группировок численностью по 40 человек каждая; было выявлено 19 главарей в возрасте 30 лет (в основном ранее судимые).
Традиционным процессом было объединение и поглощение мелких группировок более крупными. Так, группировка «111-й двор» с улицы Тукаевской в 1970-е годы вошла в «Новотатарскую» группировку, куда входили многие другие банды — в частности, там были «Вахитовские», «Сайдашевские», «Ямовские», «Нефтебазовские», «Автовокзаловские», «Центровские», «Речпортовские», «Каримовские» и «Тракторовские». В начале 1990-х годов многие серьёзные группировки района Первые Горки и ряд небольших банд вошли в состав большой банды «Перваки», которая стала крупнейшей бандой в Приволжском районе — туда вошли «Мавлютовская», «Камаевская», «Гарифьяновская», «Старогорковская», «Дружная коробка» и «Пьяная коробка». Одна из мощнейших группировок «Жилка» сформировалась из 13 мелких дворов микрорайона под руководством Хайдара Закирова — это были дворы с названиями «Овражный», «Фашистский», «Московский», «Кошачий», «Шведский», «Средний», «Хайдеровский», «Бочинский», «Римский», «Паспортовский», «Больничный», «Темный» и «Блядский». Попасть на их территорию можно было только по двум дорогам, однако молодёжь во время разборок докладывала о каждой подозрительной машине, ехавшей в район «Жилки».

### Союзы группировок
Союзы группировок появились в 1970-е годы: так, в печально известном пробеге «Тяп-ляп» участвовали «Павлюхинские», «Тукаевские» и «Мирновские». Одной из самых мощных группировок того времени была «Грязь» из Кировского района, которая пользовалась авторитетом во всей Казани. Группировка под названием «56-й ква́ртал» (название по номеру квартала) враждовала с бандами «Мебелька» (соседний район, где находился мебельный магазин), «Ботинки» (район с магазином обуви), бандами 37-го, 38-го и 39-го кварталов. Из друзей «56-го ква́ртала» выделялись банды «Чайники», «Жилка», «Суконка», «Хади-Такташ», «Тяп-ляп» и «Савинка». Развитие союзов продолжалось в 1980-е годы: одной из крупнейших группировок того времени стала BSR — «Банды Советского района», включавшая в себя банды «Куба», «Космонавтов», «Заря», «8 Марта», «Журналистов», «Алтай», «Нижняя Искра», «Карьер» и «Нагорный». В то же время в Авиастроительном районе Казани появился союз банд «Татарский двор», «Соцгород» и «Дементьев».
На стыке десятилетий в Московском районе появилось объединение «Телестудия» из банд «Хитрый двор», «Панели», «Пентагон», «Чайники» и «Звери» — позже к ним присоединились «Шамилька», «Игоряновские», «Квадратовские» и «Брод». В начале 1990-х годов был образован большой союз банд «Квартала́», в который вошли группировки шести кварталов — 17-го, 25-го, 27-го, 37-го, 38-го и 39-го. Тогда же появились союзы «Танкодром» («35-ские», «Высотка», ЖБИ, «Зорге», «Курчатова») и союз банд в Дербышках, в который вошли «Гипо», «Бассейн», «106-е», «Сосновка» и «Кленовские». Наиболее крупным союзом стал «Золотой союз», куда вошли группировки «Жилка», «Стандартный двор», «Северный», «Чайники», «Левченко», «Сухая река», «Пентагон», «Хитрый двор», «Панели», «56-й квартал» и «Савинка». Этот союз распался во время бандитских войн между «Жилкой» и «Севастопольскими».

### Зоны влияния
Наименьшее количество банд действовало на улицах с индивидуальной застройкой и тесными старыми двориками, которые были самыми спокойными: поведение соседей контролировалось достаточно прямолинейно, но честно и гласно. Намного больше банд действовало на городской территории заводской застройки со сформировавшимся населением, значительную часть которого составляли ранее судимые: примером таких районов был Соцгород с птичьим рынком. Главными очагами преступности несовершеннолетних считались и спальные районы. По словам дочери одного из лидеров «Перваков», жизнь в Казани в ту эпоху подразумевала, что каждому мужчине рано или поздно придётся оказаться в той или иной молодёжной банде. Продюсер Ильхам Сафиуллин, проживавший в Московском районе (ранее он назывался Ленинским), считал этот район самым криминогенным, где люди уже с детства готовились провести много времени за решёткой.
Казань была разделена всеми существовавшими в городе бандами на сферы влияния: группировки соседних территорий, как правило, были заклятыми врагами, а союзы заключались с теми бандами, которые находились достаточно далеко. Войны, которые велись между группировками, получили название «асфальтных», поскольку на жаргоне подростков борьбу за территории описывали выражениями «делить асфальт» или «битва за асфальт». Эти войны также называли «монтажными», поскольку в драках подростки в качестве оружия использовали монтажки, хотя в ход также шли кирпичи, монтировки, цепи, металлические шары и любое другое похожее оружие. Наличие огнестрельного оружия у члена «конторы» вызывало как минимум недоумение, хотя есть свидетельства того, что в 1970-е годы «в Борисково и на Тёплом шмаляли будь здоров». Под контролем каждой из «контор» находились техникумы и ПТУ, вследствие чего попасть в некоторые учебные заведения было физически невозможно: автобус или троллейбус мог быть обстрелян металлическими шарами, которые швыряла враждебная группировка. Из-за страха попасть «под раздачу» из других городов перестали приезжать абитуриенты, а у школьников сократились возможности для выбора училища. Специалисты-практики делили группировки на два вида. Один тип «контор» носил чисто оборонительный характер, и их создавали подростки с целью защиты себя и своей территории от незваных гостей. Другой тип «контор» был связан с агрессивными набегами на соседние территории: такие банды укрепляли своё влияние и авторитет путём драк с «чужими» или избиений таковых лиц. Группировки второго типа считались близкими к преступным бандам: численность агрессивных «контор» варьировалась от 6 до 13 в 1980-е годы. Смысл подобного разделения часто оспаривался.

### За пределами Казани
Аналогичные группировки сформировались в 1970-е годы в городах Набережные Челны, Альметьевск, Нижнекамск, Буинск и других населённых пунктах Татарстана, а также в Ульяновске, Тюмени, Волгограде, Люберцах и других городах России и бывшего СССР (Алма-Ата, Кривой Рог) . По словам Анвара Маликова, известными дворовыми бандами Альметьевска были «Гестапо», «Бразилия» и «Чили» (их названия изображались огромными буквами на стенах домов).

## Структура банды

### Иерархия
Ядро каждой молодёжной группировки называлось «коробкой» и обычно включало или двор, или несколько рядом стоящих многоэтажных домов. Группировку могла образовывать как одна такая «коробка», так и сразу несколько «коробок». Гараев, который состоял в банде под названием «Низы», утверждал, что в казанских бандах была сформирована собственная возрастная иерархия, которая могла насчитывать до шести уровней (возрастов) в крупных бандах: разница между членами одного возраста составляла один или два года, однако все ребята с одного уровня переходили на уровень выше в один и тот же день. Названия возрастов в иерархии казанских банд отличались в зависимости от группировки. В большинстве банд было три уровня: представителей самого низкого называли в зависимости от банды «скорлупа́», «шелуха́», «пиздюки́», «чеграши», «зелёные» или «первый возраст», выше них шли «супера́» (парни постарше), а во главе стояли так называемые «старшаки́» (самые старшие в банде). Члены банды считали себя «уличной аристократией», а всех, кто не входил в их группировку и не имел отношения к феномену (то есть не «пришит к улице»), называли «чушпа́нами», «ботаниками» или «марехами». Подобных людей члены группировки презирали и могли безнаказанно избить, ограбить или забить до смерти. Согласно Гараеву, в шестиуровневых группировках выделялись следующие возрасты — «скорлупа», «супера», «молодые», «средние», «старшие» и «старики». При ориентировочной численности шестиуровневой группировки от 150 до 200 человек в её состав могли входить порядка 30 «младших», 30 «суперов», 30 «средних», 40 «старших», небольшое количество «стариков», порядка двух лидеров и ещё несколько авторитетных людей, хранивших у себя оружие.
Любовь Агеева приводила письмо школьника Валерия «Чужой среди „своих“», опубликованное в газете «Вечерняя Казань» 9 апреля 1987 года, в котором он рассказывал об одной из группировок. Новичков этой группы называли «шелухой» (дети от 10 до 13 лет) и высматривали из них потенциальных кандидатов на более высокие должности, считая их своеобразным резервом конторы. Занимавшим низшую ступень в этой иерархии не доверялось никаких серьёзных поручений, кроме как «постоять на пиках» (покараулить, побыть на шухере). Ступень выше занимали «супера» (от 14 до 17 лет), которые всегда сидели в своём микрорайоне и не имели права выходить за его пределы; от них требовали всегда быть на виду. Выше них шли «молодые» (от 17 до 19 лет), которые были главной силой в драках с представителями банд других районов, используя кирпичи, арматуру и дубинки. Они также устраивали драки рано утром перед началом школьных занятий («бежали с добрым утром») или вечером («спокойной ночи»). Так называемые «средние» шли ещё выше и имели право ездить в другие микрорайоны на переговоры, объявляя войну и заключая мир, а также наказывая «молодых» за провинности. Выше всех шли «старшие» или «армейцы» (возраст мог быть в пределах 20—35 лет или старше), которые определяли политику группы: только они имели право ходить на дискотеки, устраивать ссоры с представителями других банд («чужими») и затевать войну против других микрорайонов. Во главе каждой небольшой группы стоял «автор», который входил в руководящее ядро группировки и обеспечивал связь своего отряда с другими частями и компаниями. Высшее звено руководства любой группировкой называлось также «авторитетами», «стариками», «дедами» или «королями». Количество «авторов» варьировалось: во главе мог стоять совет таковых лиц или один конкретный человек, которого рядовые «мотальщики» не знали. Выбирать лидера группировки могли демократическим путём из наиболее авторитетных «стариков», но самый авторитетный и заинтересованный сам мог её возглавить. Людей, отошедших по возрасту от руководства бандой (старше 40 лет), называли иногда «древними»: это прозвище перекочевало и на лидеров казанских ОПГ в постсоветской России.
Иерархия казанских банд была схожа с армейской: младшие возраста всегда беспрекословно подчинялись старшим, однако никто из старших не должен был злоупотреблять властью; со стоящими ниже по возрасту старшие обязаны были поступать по справедливости. За связь между возрастами, дисциплину и коммуникацию отвечали «смотрящие», которыми становились красноречивые люди с лидерскими качествами. Многоступенчатая возрастная иерархия имела сходства с боевыми комсомольскими дружинами, пионерскими отрядами и лагерными «мастями». Банды считались символическими «государствами», «граждане» которых обязаны были защищать свою территорию и честь — давать сдачи тому, кто их оскорблял или посылал куда подальше — и имели полное право обобрать и унизить любого «чушпана».

### Личный состав банды

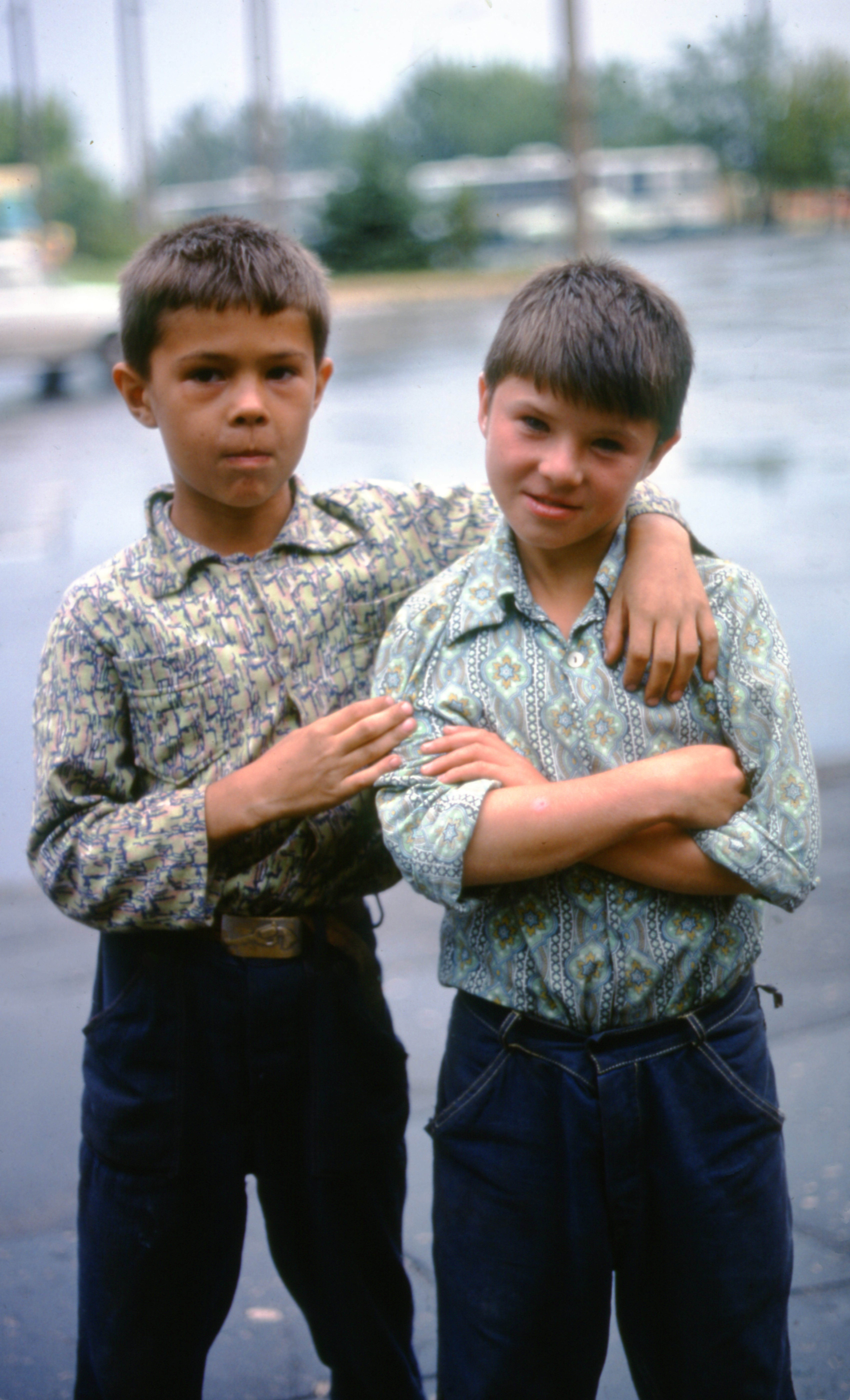
Казанские дети в 1975 году

В составе типичной банды были выходцы из разных семей — рабочих, служащих, интеллигенции, рядовых и руководителей. Позже там стали появляться школьники и учащиеся ПТУ, а также студенты. По словам Светланы Стивенсон, среди членов подобных банд были и те, у кого была постоянная работа (например, врач-педиатр); в некоторых бандах действовал запрет на работу в сфере обслуживания (то есть её члены не могли быть, к примеру, уборщиками, официантами или таксистами). Было установлено, что от 10 до 40 % членов таких группировок составляли люди в возрасте от 20 до 35 лет, и привычка называть банды «подростковыми» утратила смысл. Среди членов банд порой встречались и дети известных партийных деятелей: так, в доме, где селились члены обкома КПСС, обосновалась группировка «Сквер», которая влилась в состав банды «Калуга». В известной стычке на Глубоком озере участвовали преимущественно хулиганы в возрасте от 18 лет. По словам Роберта Гараева, подавляющее большинство мужчин, родившихся с 1958 по 1979 годы, состояли в бандах или имели хотя бы одного родственника, числившегося в бандах; согласно некоторым исследованиям, к концу 1980-х в Казани каждый третий молодой человек в возрасте от 12 до 18 лет входил в какую-либо компанию. Гараев сравнивал банды с символическими «государствами».
У некоторых из членов «контор» было своё прозвище, которое они должны были доказывать своими делами на благо банды. Психолог Т. Горшенина называла типичную казанскую уличную банду характерной «примитивной группой» с иерархией групповых ролей (главарь, авторитет, ведомые и нормы поведения): такая группа всегда замкнута, не допускает инакомыслия и низводит отдельного человека до положения «винтика». По своей сути «молодые» и «старые» были агрессивными фанатиками, для которых существовал только культ силы и которые не думали ни о чём, кроме драк. По версии Агеевой, верхушку банд составляли те молодые люди, которые не смогли себя реализовать ни в школе, ни в ПТУ; их подчинённые в бандах легко привыкали к авторитету своих лидеров, поскольку привыкли к «абсолютному повиновению» родителям и учителям — и те, и другие считались «аутсайдерами». В банды часто втягивали молодых ребят, нередко проводя для приглашённых «новичков» жёсткое испытание: под угрозой расправы хулиганы требовали от «новичка» встать на колени. Если он отказывался это делать и дрался, то тогда его признавали «своим». Представитель «суперов», который отличился в драке, мог быть повышен до «молодого». По мнению Юрия Щекочихина, верхушку каждой «конторы» составляли исключительно уголовные элементы.

### Общак
У каждой конторы была собственная коллективная касса — «общак», формируемый из добровольных взносов членов этой конторы (разовых и регулярных) и из средств, добытых преступным путём, в том числе и путём вымогательства мелочи у школьников — это действие называли словом «шакалить». Обычно молодого человека спрашивали о наличии карманных денег, и если он говорил, что у него не было денег, его просили подпрыгнуть, чтобы по звуку определить наличие денег. В случае обнаружения мелочи человека избивали. Сбор денег в «общаки» вёлся и в школах (в классе было по три-четыре члена группировки): ежемесячно и пионеры, и комсомольцы платили в «общак» 2 или 3 рубля. Собранные деньги шли на «грев» (обеспечение всем необходимым) соратников, в том числе и находившихся в заключении. За сбор общака отвечали «смотрящие».
Группировщики, которые занимались квартирными кражами в одиночку или небольшими компаниями, платили бандам дань за то, что не могут быть активными членами банды. А. Салагаев в газете «Комсомолец Татарии» утверждал, что сумма всех «общаков» достигала 1 миллиона рублей, а в «Литературной газете» утверждалось, что главари покупают на средства из общаков себе машины. Представитель «тяп-ляповцев» отвергал заявления о машинах у лидеров, утверждая, что лишь одна группировка может «позволить себе» такую роскошь. При этом именно у «первогоровских» в Казани появились первые жёлтые внедорожники типа «Хаммер».
Во время Перестройки данью обкладывались различные цеховики, которые не платили налоги: с них собирали изначальную сумму в размере от 10 до 15 процентов, которую называли данью «за боюсь». Решение цеховиков пожаловаться в милицию привело впоследствии к стравливанию группировок с цеховиками и друг с другом. По мнению продюсера Ильхама Сафиуллина, именно момент начала сбора дани с цеховиков превратил уличные и дворовые группировки в преступные шайки.

### Девушки в бандах
Хотя в «контору» входили преимущественно мальчики и юноши, некоторые девушки в письмах утверждали, что состояли в той или иной «конторе», «мотались» наравне с парнями и рано вступали в интимные отношения. Девушек, которые состояли в отношениях с парнями из «контор», на жаргоне называли «матрёшками». Обычно их встречали у ряда техникумов Казани: швейного техникума № 36, техникума № 42 на Сайдашке, кулинарного техникума и техникума лёгкой промышленности (в шутку его называли «техникумом легкого поведения»). С каждой бандой были связаны и так называемые «общие девочки», жившие строго по законам какой-то конкретной «конторы» и являвшиеся сексуальными партнёршами всей компании, что вызывало у некоторых девушек откровенное отвращение. Среди «общих девочек» были как вступившие на этот путь добровольно, так и вынужденные сделать это под угрозами. Девушек, имевших низкий среди группировщиков статус и подвергавшихся сексуальному насилию, презрительно называли «ебу́чками». Девушки в бандах носили олимпийки, широкие клетчатые юбки, яркий макияж с румянами и косую лакированную челку, а их банды назывались «бабскими конторами» и существовали на территориях мужских. Достаточно часто парни разгоняли женские «конторы», хотя их деятельность ограничивалась хулиганством и не имела криминальной направленности.
Отношение к девушкам варьировалось от банды к банде: в одних действовал закон «Не смейте защищать девчонок, девчонки — не люди»; в других запрещалось бить представителя «чужих», если он шёл с девушкой, хотя в последние годы существования СССР нападению подвергались и парни, гулявшие с девушками; в третьих у состоящего в банде парня девушка обязательно должна была быть девственницей (до 1988 года это правило действовало во многих бандах). Согласно Агеевой, случаи групповых изнасилований участились в последние годы существования СССР, причём большинство потерпевших проживали на «чужой» для банды территории, а около 60 % насильников из «контор» не испытывали никакого раскаяния за совершённые изнасилования. Девушка, подвергавшаяся групповому изнасилованию, часто получала психологическую травму и иногда готова была предпочесть смерть подобному позору: об этих случаях члены банд вспоминали со стыдом.

## Законы банды

### Одежда и знаки отличия
Состоящий в банде подросток или юноша должен был носить опрятную и удобную для драки одежду и иметь аккуратную стрижку: в бандах часто приветствовались спортивные костюмы и кроссовки. «Мотальщики» выделялись в толпе, нося спортивные костюмы (или олимпийки) летом и телогрейки зимой. «Мотальщики» обычно носили широкие спортивные штаны, телогрейки, шапки типа «формовки», «вальтовки» и «фернандельки», а в качестве обуви у них была распространена войлочная, которую называли «прощай, молодость». В середине 1980-х годов новым элементом их зимней одежды стала суконная шапка-ушанка с овчинной оторочкой, наглухо завязанная под подбородок: эта шапка защищала при ударе арматурой по голове. В конце 1980-х годов в качестве зимнего головного убора вместо норковых «формовок» пришли разноцветные кооперативные шапки-«петушки».
Требования к одежде варьировались от банды к банде: так, банда «56-го квартала» носила синие шапки-помпоны, «Чайники» и «Жилка» — красные шапки, а члены других банд носили шапки с помпонами другого цвета или без помпонов, за неправильную шапку «своего» могли избить. В некоторых бандах «мотальщики» должны были носить белые носки, калоши, телогрейки и шапки типа «фернанделек» или вязаных «карандашей», а носить джинсы запрещалось. В других бандах строгого регламента по одежде не было, а выбор телогреек («тела́г») в качестве одежды и «прощаек» в качестве обуви обусловливался их дешевизной. Для внешности казанских гопников также были характерными короткая стрижка или стрижка налысо, а также галоши на толстый носок домашней вязки, которые не мешали в драке. Несмотря на общую схожесть с одеждой и внешним видом гопников других городов, казанские малолетние банды явно выделялись на этом фоне.
Чтобы отличить «своих» от «чужих», банда могла использовать отличительный знак, роль которого могли играть значок, тип вязаной шапочки, причёска члена группировки, татуировки или вышивки на одежде (например, LVI для «56-го квартала») или определённый пароль. Так, банда «Чайники» чётко очерчивала свою территорию, вешая на фонарных столбах своей улицы чайники (позже их снимали милиционеры), а банда «Грязь» оставляла на стенах домов надпись GRZ. Члены банд дежурили на автобусных остановках, в парках и на детских площадках — ключевых точках, необходимых для контроля над территорией.
«Своих» банда могла выявить с помощью пароля, задав человеку вопрос «Ты откуда?» или «С кем мотаешься?». По негласным законам любой банды, в ответ человек должен был сказать, в какой банде он состоит. Если он не понимал, о чём речь, то его могли ограбить (для описания грабежа использовали слово «доить») и избить, иногда имели случаи избиения до смерти. Если он врал, то его могли и вовсе изгнать из банды. «Чушпаны» могли спасти себя от такой участи, если отвечали «Не при делах». У членов казанских банд был собственный жаргон: в 1991 году в книге Л. В. Агеевой «Казанский феномен: миф и реальность» был представлен словарь жаргона казанской молодёжи из «контор», а в 2019 году в журнале «Идель» появилась ещё одна версия словаря казанских подростков, в составлении которой участвовали писатели Айдар Сахибзадинов и Булат Безгодов, поэт Алексей Остудин, режиссёр Тимур Садыков и продюсер Ильхам Сафиуллин.

### Дисциплина
Банды функционировали на основе коллективной ответственности и железной дисциплины, что превращало их в подобие военизированных структур: за нарушение закона «старшими» избивался не только нарушитель, но и все представители его возрастной группы. У каждой банды был свой кодекс чести, который отчасти ориентировался на здоровый образ жизни и патриотизм, а отчасти базировался на блатной романтике, уголовных понятиях и воровском законе, хотя «воры в законе» не пользовались таким авторитетом в Казани. В большинстве группировок действовала жёсткая дисциплина: строго запрещалось курение, употребление алкоголя и наркотиков, а также беспричинные оскорбления и употребление конкретных слов. Участникам банды нельзя было сотрудничать с милицией, барыжить или сбегать с драки. «Старшие» в бандах строго пресекали случаи, когда стоящие ниже по иерархии курили или пили. У отдельных «контор» мог быть свой подвал, переоборудованный в тренажёрный зал, где они могли бы заниматься спортом и качать мышцы. Эти традиции вскоре перекочевали и в места лишения свободы. Помимо запрета на курение, алкоголь и наркотики, от каждого члена банды требовали быть в хорошей физической форме (это выражалось в виде занятий спортом для младших возрастов), контролировать речь и сохранять самообладание.
Среди обязанностей членов банды были участие в сборах дани и «войнах» против соседних группировок: стычки назывались «пробежками» и могли носить как «тренировочный», так и «боевой» характер. Банда могла проводить «сборы», которые делились на «простые» и «строгие». На простых сборах члены банды собирались во дворе и могли вести разговоры, «постоять часок без дела», посидеть в подъезде или поиграть в карты. На строгих сборах наказывали провинившихся (например, «суперов» за самовольную отлучку) или куда-либо бегали. Сборы приводили к тому, что у школьников ухудшалась успеваемость: они не успевали делать уроки, а также не могли ничем развлечься. Ряд членов банды занимался в спортивных школах: те были освобождены от обязанностей присутствовать на всех сборах. Молодых людей, кто посещал тренировки по карате, общественность почти всегда считала состоящими в одной из «контор». В 1990-е годы вместо слова «сборы» стало употребляться «сходняк».

### «Пробежки» и драки
Драки «двор на двор» или «район на район» были обыденным делом для уличной шпаны во многих советских городах, но во второй половине 1970-х годов в Казани и Набережных Челнах драки развивались по другому сценарию: они оформились в идеологию, менее связанную с уголовными понятиями, чем с выстроенной дисциплиной и определёнными целями. Драка с более сильным противником с 1970-х годов стала важнейшим элементом вступления во многие банды: этот ритуал назвали «пришиванием», иногда от новичка требовали напасть на прохожего или члена другой «конторы». Иногда человека могли «пришить» к банде путём его же избиения.
В драках между группировками обычно использовались арматура или ножи (в частности, ножи при себе всегда имели члены «Жилки»). Черепно-мозговую травму, наносимую в драках между бандами, казанцы называли в разговорной речи «копилкой», а под выражением «сделать копилку» подразумевалось причинение такой травмы с помощью арматуры. Иногда такую травму называли «доброе утро», а по аналогии с такими ударами в речи членов «контор» появилось выражение «добрый вечер», иллюстрацией которого могла быть ситуация, когда около 10 человек перебегали на другую сторону дороги и били врагов арматурой. В драках могли использоваться бомбочки из баллончиков от сифонов, от которых чаще страдали не члены «контор», а посторонние люди.
Имели место драки «район на район» (одна такая драка была на пляже реки Казанки с участием по 200 человек с каждой стороны) или «коробка на коробку», иногда банда могла приказать участвовать в драке тем «мотальщикам», которые боялись выходить из своего района. Некоторых новичков «контор» избивали, надев им на голову оконную раму, что называлось «пропиской» (подобные вещи проделывали и в колониях для малолетних преступников). Главари группировок враждовали друг с другом настолько, что из принципа не шли на заключение мира, считая, что в таком случае исчезнет надобность в существовании «контор». В то же время некоторые лидеры «контор» считали организацию драк и вражды с районами единственным, на чём вообще могла держаться группировка — имели место случаи, когда дрались две банды, лидеры которых спокойно сидели вместе в кабаке. Члены банд полагали, что у подростков с исчезновением структуры «контор» пропадёт стимул к развитию, но в качестве альтернативы «мира» между группировками предлагали райкомам комсомола учредить регулярные встречи представителей контор.
Драки могли иметь место на глазах у прохожих, которые иногда просто не реагировали. В городе часто можно было встретить группы по 10-15 молодых парней, которые целенаправленно шли строем на какую-либо встречу. По словам Анвара Маликова, двор мог собраться на драку по первому же крику о нападении: члены банды, как правило, бросались в бой, лишь на ходу узнавая, где и с кем их ждала драка. Все бои велись до первой крови, однако соблюдались ряд правил — не бить ногами, не избивать лежачих, никого не увечить и не убивать.

### Ценности
Агеева ссылалась на исследователей, которые отмечали, что подросткам из банд всегда были ближе потребительские ценности и примитивная культура: из 283 жителей Жилплощадки (членов «Жилки») всего 7 % читали газеты и художественную литературу, в то время как 94 % посещали видеосалоны; эти подростки не ценили доброту и уступчивость. Для них были характерны полное безразличие ко всему, что выходило за интересы группы: воспитывалась своеобразная жёсткость к «чужакам». В некоторых письмах утверждалось, что в большинстве банд характерными видами деятельности были «драки, изнасилования и пьянки», а из развлечений — кино- и видеосеансы, тренировки и походы на танцплощадки не столько с целью развлечения, сколько с целью подраться и самоутвердиться. Некоторых за отказ приходить на дискотеку подвергали наказанию (группировка могла и «опустить» провинившегося, помочившись на него). Лица с активно выраженным чувством достоинства или с увлечениями, отличными от интересов «конторы», не приживались в ней.
В то же время в некоторых бандах обязанностей участвовать в драках или «мотаться» иным образом не было, а сами они говорили, что спокойно могли заниматься спортом, ходить в кино или клуб. Существовали банды, члены которых могли позволить себе купить мотоцикл «Ява», чтобы спокойно на нём выезжать из района и возвращаться обратно. Некоторым «конторам» запрещалось нападать на любого парня с девушкой, на детей в возрасте до 10—12 лет и на взрослых, хотя в 1990-е годы во время бандитских войн «мотальщики» чаще нападали на родителей или близких родственников жертвы. По воспоминаниям Романа Лебедева, состоявшего в группировке «Рабочий квартал», в 1980-е годы угрозы родителям или близким родственникам воспринимались городскими авторитетами крайне серьёзно, и в случае совершения подобной выходки всю группировку могли серьёзно наказать.
Члены банд, по словам Гараева, всегда следовали принципу «слова чести», сдерживая любые данные обещания (этот принцип стал характерным для многих дворовых молодёжных группировок в России и в последующие годы); верность идее группировки, взаимная поддержка и обязательство отомстить за любого из друзей также составляли кредо многих банд. Недопустимость предательства была главным правилом для каждой из группировки: также многим запрещалось просить у кого-то что-либо, «крысятничать», воровать у своих и иногда смотреть на жён своих друзей. Защищая идею лидерства в бандах, некоторые члены «контор» говорили, что дворовый лидер всегда стоит выше других по уму и жизненному опыту и способен научить не только плохому: для выживания в банде якобы было достаточно соблюдать «законы социальной справедливости, принятые в мальчишеском мире», хотя такие законы были далеки от норм обычного общения. По словам члена группировки «Юдино» Олега Николаева, члены банд наподобие «Грязи» запоминали все случаи нападения на своих людей и обязательно мстили нападавшим, прививая чувство страха своим противникам.
На танцплощадках и дискотеках группировщики появлялись в мохеровых шарфах и меховых шапках местного производства: по сложившейся традиции, они в такой одежде собирались в круг на весь зал и переминались с ноги на ногу, исполняя символический ритуальный танец и не подпуская в этот круг. Позже они стали строиться в колонну по четыре и танцевать «квадрат», делая шаг назад, шаг вперёд и ленивый выброс ноги вверх. Их походку называли «пингвиньей», а вскоре её переняли студенты и члены комсомольских дружин. Члены группировок стали чаще появляться в кафе и ресторанах Казани.

### Выход из банды
Выход из банды на жаргоне называли «отшиванием». Покинуть банду добровольно было психологически сложно: к покинувшим группировку домой приходили бывшие «соратники» и вымогали деньги, нередко избивая при посторонних и обвиняя в предательстве (хотя сами «авторы» считали бессмысленным пребывание в уличной банде). Те, кто стремился выйти из «конторы», старались получить в драках как можно более серьёзную травму — повреждение головы автоматически означало, что группировка больше не будет беспокоить. Другие же откупались суммой в размере 250 рублей. Из банды могли изгнать за ряд провинностей, включая кражу у своих («крысятничество»), беспричинные оскорбления, нападения без причины, прогул сборов без уважительной причины, нарушение данных ранее слов (использовался термин «пропацанить»), проявление трусости, неумение держать удар (о таких говорили, что он «сломился»), а также употребление наркотических веществ (за употребление алкоголя или курение не исключали, но сильно избивали).
Многих, кто пытался по собственной воле выйти из банды, постоянно избивали или публично унижали — «гасили», оплёвывая и уничтожая его репутацию, или «опускали», совершая публичный акт мочеиспускания на пострадавшего и превращая его в изгоя. Имел место случай, когда группировка района Дербышки забила до смерти человека, которого было решено изгнать из банды. Если человек выдерживал избиение всей бандой («пацанский» способ выхода из банды), то обретал свободу и возможность при необходимости перейти в другую группировку; оплёванный же («чушпанский» способ) навсегда становился изгоем и не мог больше стать членом дворовой банды. В 1980-е годы отслужившего в армии признавали автоматически «стариком» и давали ему право выйти из банды без последствий и остаться её почётным членом.
Страх перед главарём банды и нежелание прослыть трусом оказывались порой сильнее страха перед уголовным наказанием за драку или убийством: главным образом поэтому члены дворовых банд почти никогда не выдавали кого-нибудь из своих даже в суде. В то же время имели место случаи, когда родители заступались за своих детей перед «мотальщиками», путём угроз заставляя последних оставить некоторых ребят в покое.

### Мотивация
По данным опроса И. Юсупова и Э. Ахатовой от 1988 года, 52,4 % учащихся ПТУ вступили в группировки добровольно, 48,1 % пришли туда с целью личной защиты. В 1990 году Ю. Фисин и С. Гарец в Советском районе опросили 64 группировщиков: из них 64,3 % заявили, что пришли в «контору» за защитой, 52,8 % назвали в качестве повода месть за себя, а 47,5 % пришли мстить за товарища. Ещё 5 % сказали, что вступили в контору по принуждению. Опрос показал, что каждый пятый член «конторы» совершал противоправные деяния под влиянием «группового эмоционального заражения». Некоторые из хулиганов говорили, что только в группе обретали уверенность в своих силах; многие также констатировали, что только в группировках они могут быть самими собой, поскольку у них отпадает необходимость врать и изворачиваться.
Представители «контор» нередко осуждали открытое письмо школьника Валерия в газету «Вечерняя Казань», в котором тот описывал «кухню» типичной группировки, называли предателем и обвиняли в искажении подлинной картины уличных группировок Казани. Авторы ряда писем считали свои практики нормальными для советской молодёжи и говорили о поддержке ценностей товарищества и патриотизма; другие же романтизировали банды, представляя их боевой элитой. Так, некоторые авторы утверждали, что все члены группировок активно занимались спортом и считали для себя честью как службу в армии, так и работу на заводе у станка. На фоне этого группировки пользовались поддержкой от многих школьников, для которых грань между «правильным» и «неправильным» была размыта. Мальчишек в группировках также привлекала некая психологическая общность, которая обеспечивала им защиту в условиях города, поделённого на враждебные территории: в связи с этим они доверяли меньше закону и больше «конторе». Наконец, юноши рассчитывали благодаря своему статусу и силе добиться расположения со стороны девушек.
Представители отдельных группировок утверждали, что именно из членов уличных банд вырастают настоящие «защитники Родины»: в одном из писем говорилось, что восемь членов одной «конторы» служили в Афганистане, а один был посмертно награждён орденом за спасение девушки. Отслужившие в армии становились почётными членами «конторы» и могли участвовать в её делах в том объёме, в каком посчитают нужным. Асгат Сафаров также утверждал, что в бандах, несмотря на «господство блатной романтики и зоновских „понятий“», не пользовались авторитетом воры в законе, а все «пацаны» считали службу в армии или работу на заводе долгом и честью. В то же время авторы некоторых других писем утверждали, что упоминаемая «мотальщиками» мотивация является ложью от начала до конца.
Согласно письмам в редакцию «Вечерней Казани», драки между «мотальщиками» происходили исключительно по их желанию, и вмешательство взрослых (в том числе представителей органов правопорядка) в дела банд вызывало у них крайнее недовольство, порой выражавшееся в угрозах ответных действий. В то же время образование банд носило исключительно оборонительный характер, чтобы позволить подросткам защитить себя в драке; некоторые из них готовы были применять арматурины и шары только в случае прямой угрозы жизни.

## Деятельность

### Подъём движения молодёжных банд
По версии старшего следователя Ленинского РОВД Н. Быкова, после разгрома державшей в страхе Казань банды «Тяп-ляп» стали поднимать голову другие группировки, каждая из которых захотела занять своё место на вершине преступного мира Казани. В то же время руководство Быкова осталось крайне недовольным результатом исследования Соцгорода, по итогам которого Быков сделал вывод о наличии там идеальных условий для образования преступных группировок. В 1982 году «казанский феномен» начал давать о себе знать, когда группировки затеяли первые массовые драки с применением кольев и других подручных средств: в том же году директор ПТУ № 51 М. Танеева сообщила в Приволжский отдел милиции, что в училище многие ребята надевают значок одного образца — красный треугольник Речфлота РСФСР, а в течение недели было раскуплено 2500 таких значков. Много позже милиция выяснила, что банды придумывают таким образом собственные знаки различия. В дни майской и ноябрьской демонстраций 1982 года активизировались несколько группировок, которые попытались испытать силы милиции: так, когда за злостное хулиганство и групповое изнасилование были осуждены несовершеннолетний Хабибуллин с сообщниками, после судебного процесса банда их сообщников напала на конвой.
В подростковые банды входили дети из неблагополучных семей: у таких ребят формировалась склонность к преступлениям, начиная от драк и взлома трамвайных касс и заканчивая кражами радиостанций и угоном мотороллеров и мотоциклов: дефицитные запчасти украденной аппаратуры перепродавались, а ненужные выбрасывались. У некоторых подростков обнаруживали оружие (пистолеты или обрезы). Особо тяжёлая ситуация отмечалась у тех детей, чьи родители выпивали. По мнению начальника республиканской инспекции по делам несовершеннолетних А. Д. Патуляна, пики активности дворовых группировок приходились на годы «спячки» правоохранительных органов — после разгрома банды «Тяп-ляп» обществу внушили, что больше угрозы безопасности нет, вследствие чего милиция «проспала» становление дворовых банд, ограничиваясь частными изменениями и не занимаясь профилактикой в достаточной мере. Начальник отдела по борьбе с организованной преступностью МВД Татарской АССР С. О. Тесис констатировал, что Казань шла к этому кризису в течение 15 лет и подошла к нему раньше других городов. Бывший заместитель министра МВД по Республике Татарстан Ренат Тимерзянов констатировал, что появившиеся во время Перестройки проблемы социально-экономического характера сыграли свою роль в усугублении ситуации: с правоохранительных структур перестали «жёстко спрашивать за раскрытие преступлений».

### Драка на Глубоком озере

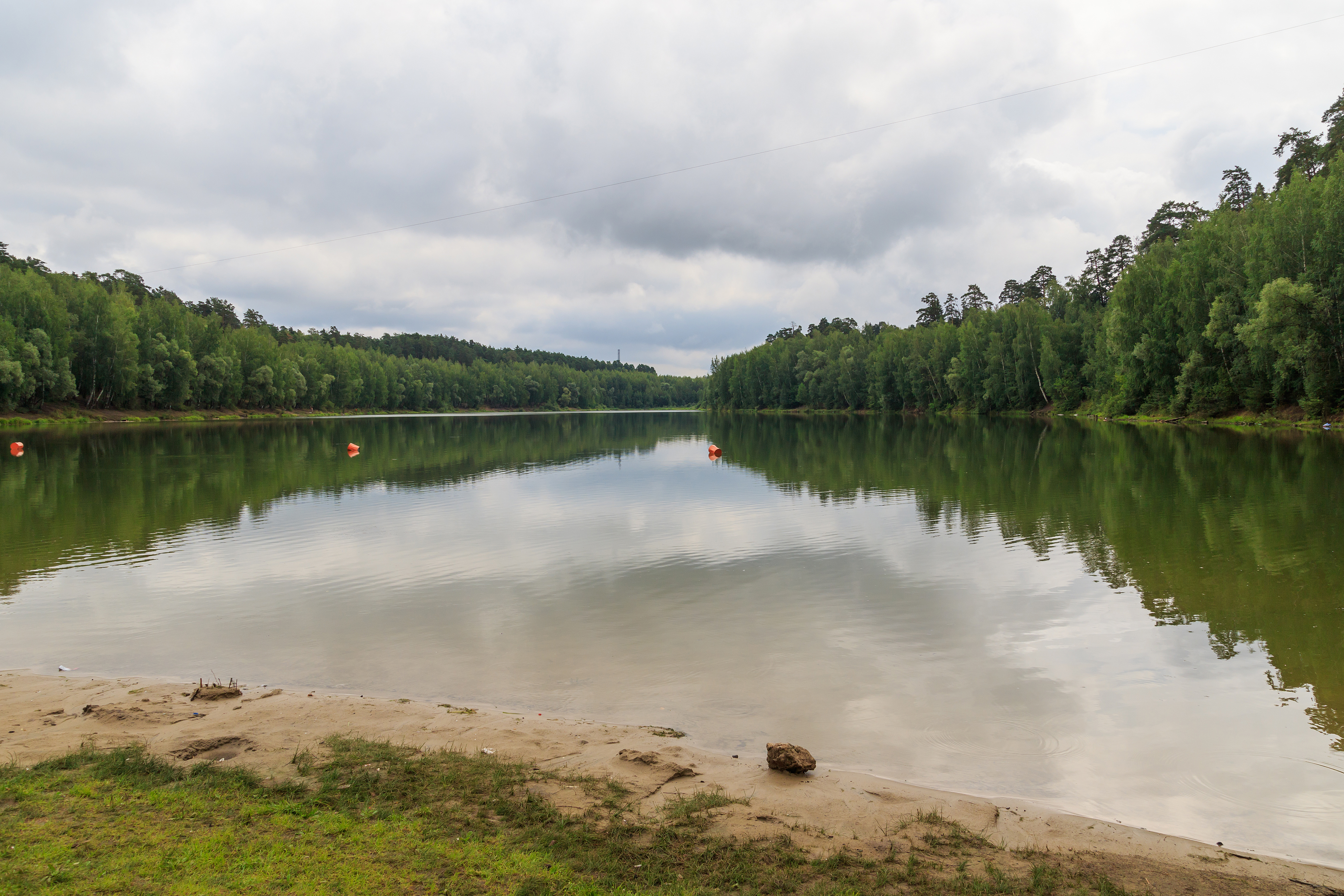
Озеро Глубокое

Одним из наиболее известных событий периода «казанского феномена» стала драка на Глубоком озере, известная как «ледовое побоище». Она состоялась между двумя крупнейшими бандами — «Грязь» и «Жилка», отчаянно враждовавшими друг с другом и ранее устраивавшими стычки. По версии Любови Агеевой, драка произошла в январе 1984 года, по версии Анвара Маликова — в январе 1987 года. Считается, что в драке приняло участие около 60 группировок с обеих сторон, но точное число разнится: по словам одного из членов молодёжной банды «Киноплёнка», в драке участвовали около 30 человек из банды «караваевских» и около 200 человек из сторонников «Жилки»; по словам представителя «Жилки», она привела на встречу от силы 50 человек.
Участники встречи говорили, что в день драки на озере несколько групп школьников играли в футбол, когда появились первые агрессивно настроенные молодчики. «Жилкинские» прошли от футбольного поля на опушке леса недалеко от «Оргсинтеза», а затем вышли на Лебяжье озеро и оттуда по лесной тропе добрались до пляжа на Глубоком озере. Банды построились в две шеренги ровным строем, выгнав с озера находившихся ребят: хулиганы были вооружены арматуринами и цепями, а в качестве щитов использовали детские ледянки. В начале встречи один из представителей «Жилки» подошёл к лидеру противников, обговорив с ним что-то и обменявшись рукопожатиями: когда «жилковские» стали уходить, с горы поднялся дикий крик и свист, что стало поводом для «жилковских» обратно побежать к противникам. Драки, по словам очевидцев, толком не состоялось.
По свидетельствам Маликова, кавалерийский наряд на Лебяжьем узнал от женщины, что на противоположных сторонах озера собрались агрессивные группы молодёжи. Когда кавалеристы сообщили в дежурную часть и отправились к озеру, уже около 300 человек стали сбегать на лёд, и милиция предприняла все попытки, чтобы не дать обеим сторонам начать драку. Хулиганы били милиционеров и лошадей металлическими прутами, однако при звуках сирен патрульных машин разбежались. Милиция задержала несколько десятков хулиганов, ещё несколько человек были арестованы после того, как в травматологических пунктах объявились пострадавшие (одних поймали на выходе из леса, других задержали у «Нарата»). Лидер «Жилки» Хайдар Закиров получил 4 года тюрьмы за хулиганство, но вскоре вышел на свободу.

### Иные драки
Групповые драки имели место в местах массового отдыха: в Центральном парке культуры и отдыха имени Горького, на Лебяжьем, в Зелёном Бору, Матюшино и на Светлой поляне. В лесопарковых зонах появились тренировочные лагеря некоторых группировок. Так, на танцплощадке в парке Горького нередко собирались парни для выяснения отношений: почти каждая проходившая там дискотека заканчивалась дракой без весомого повода, за что её окрестили «дискотекой гопников». Из иных известных стычек выделялась драка в районе Горки между мальчишками 8-го и 10-го микрорайонов Казани при участии 50 человек, о которой стало известно в статье в газете «Вечерняя Казань» от 6 июня 1986 года под названием «Словно на разных языках». Среди участников той драки были учащиеся СПТУ № 11 и № 51. В ходе драки пострадали трое человек, а многие из участников затем предстали перед судом. В вышедшей на следующий день статье «Воспитание наказанием» сообщалось, что двое участников драки в районе Горки были осуждены, получив отсрочку исполнения приговора, но вскоре снова попали на скамью подсудимых за очередную драку. Ни у кого из участников драки на Горках не было неблагополучных родителей (пьющих или тунеядцев).
В той же статье от 6 июня 1986 года сообщалось о другой драке, произошедшей во Дворце культуры имени Урицкого: некоторые из нападавших использовали в драке кирпичи, считая, что смогут таким образом нанести противнику болезненный удар, однако осознавая все последствия своего участия в таких стычках. Некоторые участники драк, отвечая на допросах, что не знали никого из участников и не принимали в драке никакого участия, в итоге отпускались милицией на свободу; троих жителей Московского района всё же привлекли за дачу ложных показаний. За драку во Дворце культуры имени Урицкого к уголовной ответственности были привлечены шесть учащихся второго курса СПТУ № 2, один учащийся СПТУ № 41 по фамилии Цветков и ещё несколько учащихся школы № 111 (Сагдеев, Виноградов, Севостьянов, Гордеев, Муктасипов и Бажанов). В то же время в адрес Вахитовской районной инспекции суд вынес частное определение, в котором раскритиковал инспекторов за неправильную работу с трудными подростками.

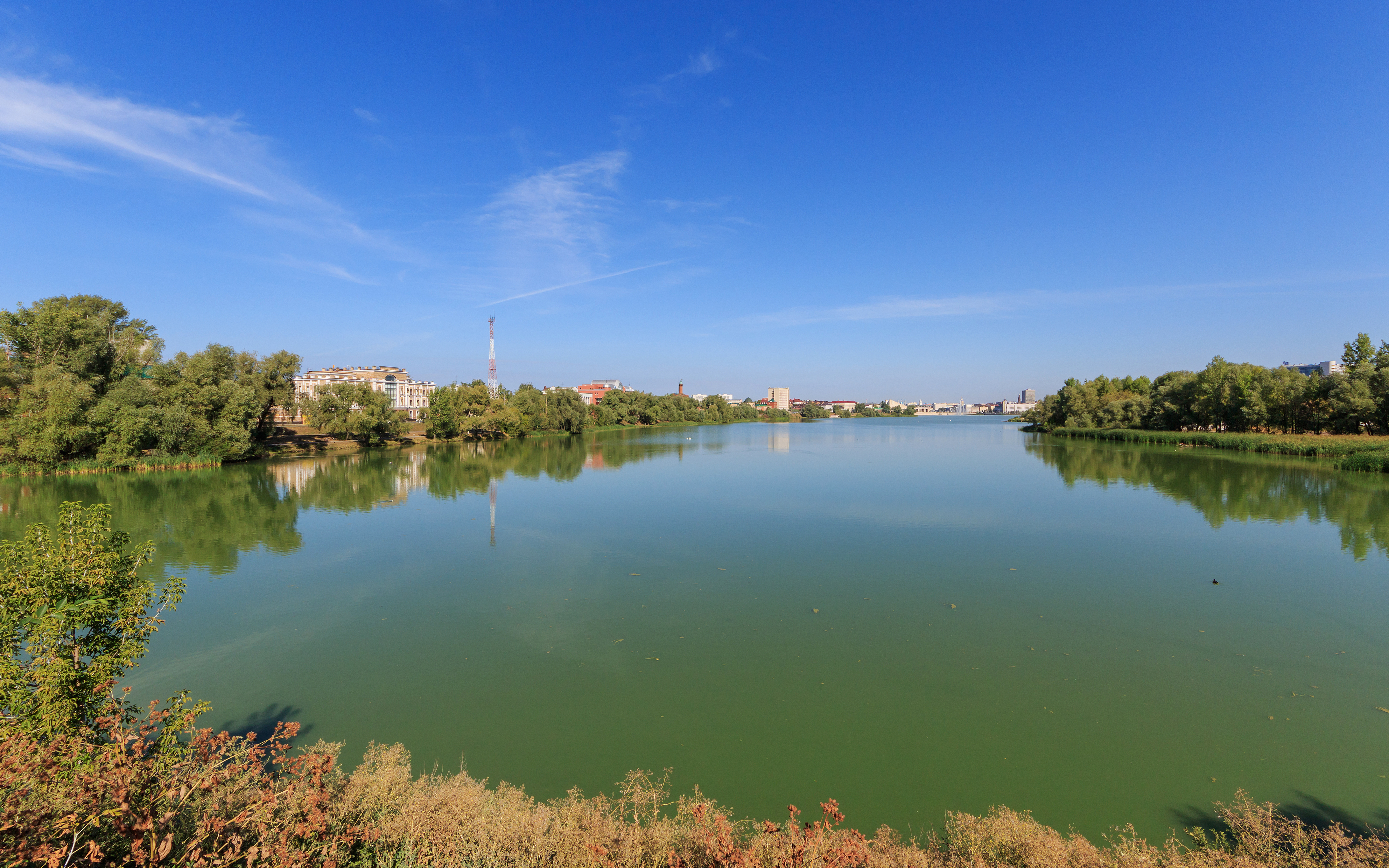
Озеро Нижний Кабан

Известны свидетельства писателя Сергея Аксакова и оперного певца Фёдора Шаляпина о ежегодной казанской драке, происходившей на льду озёр Кабана, разделявших русские и татарские кварталы. Зачинщиками драки выступали мальчишки, за ними шли известные бойцы, а позже остальные жители. Действовали строгие правила: драться можно было только кулаками; запрещалось бить лежачего, наносить удары ногами или прятать в рукавицах или варежках металлические предметы (нарушителя избивали обе стороны). Победившие преследовали противников вплоть до их домов, иногда в драку вступали и женщины. Со временем эта традиция переросла в драку между жителями разных микрорайонов с использованием арматуры, стальных шаров, кирпичей и холодного оружия. В драках в эпоху «казанского феномена» обычно участвовали порядка 60 человек, однако до прибытия милиции они успевали разбежаться, а на скамье подсудимых оказывались от 7 до 14 человек. Более того, иногда просто не представлялось возможным доказать вину конкретных лиц в драке. В середине 1980-х годов в массовых уличных драках в Казани произошла серия убийств: смерть обычно наступала в результате ударов арматуры по голове. Когда об этом стало известно, то в Казань перестали приезжать школьные экскурсии.
Согласно руководителю Аппарата Президента Республики Татарстан и главе МВД по Республике Татарстан Асгату Сафарову, который в 1984—1987 годах работал в следственном отделении Советского РУВД и отвечал за район Танкодром, за время его деятельности в отделении РУВД побывали многие будущие члены казанских преступных группировок. Анвар Маликов сообщал, что стычки происходили перед зданием обкома КПСС: в сквере на площади Свободы члены банды «рабочеквартальцев» закидали обломками кирпичей «тельмановских», а на Большой Красной улице на глазах у одного из партийных руководителей был избит подросток. Маликов вместе с дружиной КАИ (командир Михаил Живилов) в течение одного лета занимались охраной институтского лагеря «Кордон» от нападения банд: в день закрытия сезона хулиганы попытались устроить погром, чтобы отомстить дружинникам за срывы предыдущих нападений, однако дружинники при поддержке милиции этого не допустили. Тогда задержали около 60 группировщиков, вооружённых арматуринами.

### Внимание общественности
По словам преподавателя СПТУ № 15 А. Г. Корнишина, в ноябре 1984 года в Ленинском райисполкоме он вынужден был отчитываться по поводу роста правонарушений, совершаемых учащимися СПТУ. Пытаясь разъяснить суть проблемы «контор», он получил жёсткий ответ, смысл которого заключался в том, что в Казани нет и не может быть никаких преступных группировок из малолеток. Наличие проблемы административные органы признали на следующий год. Со временем укрепились не только позиции банд, но и их традиции: драки из стихийных превратились в организованные, а бандиты после попадания в поле зрения прессы подогревали к себе интерес, распуская слухи и сея панику. Хулиганы перестали ограничиваться обычными драками, начав переделывать баллоны из-под бытовых сифонов в «бомбочки» для своих выходок, а однажды они разгромили троллейбус. В марте 1985 года в отделении милиции после допроса умер подросток из Кировского района: на его похороны собрались почти все молодые люди города.
Весной 1984 года, согласно Анвару Маликову, в городе прокатилась волна слухов о грядущем съезде панков, которые якобы ехали из западной части СССР, чтобы устроить в Казани погромы. Поступили сообщения о том, что группировщики заключили перемирие между всеми бандами и дали обязательство выступить против панков, которых считали врагами «контор»: врагами для «мотальщиков» были абсолютно все субкультуры, начиная от металлистов и заканчивая пацифистами. По словам Маликова, источником слухов оказался один из завсегдатаев подпольного тренажёрного зала, который выдумал историю с приездом 20 панков из Киева: тем не менее, в ночь приезда улицы патрулировались ОКОД и милицией, а уличных преступлений не было зафиксировано вообще. Маликов полагал, что с этого момента власти начали вести активные совещания о необходимости правильной воспитательной работы с молодёжью.
На фоне беспорядков взрослые требовали ужесточить наказания для малолетних хулиганов. Одним из наиболее шокировавших Казань случаев стало убийство шестиклассника Олега Степанова. В мае 1989 года прошла студенческая демонстрация с призывом избавить город от «гопников»: поводом для неё стало убийство первокурсника КАИ членами одной из «контор». После того, как на «казанский феномен» в атмосфере гласности обратила внимание западная пресса, члены группировок вынуждены были на время свернуть свою деятельность: журналисты ФРГ, Австрии, Испании и Швейцарии в течение трёх суток во время своей командировки искали в Казани бандитов, найдя только одного из дважды судимых «авторитетов», который старательно делал вид, что впервые слышит о подобном термине. Как позже выяснилось, группировки стали назначать каждый раз новое место сбора.

## Силовые меры противодействия

### Милиция
Для борьбы против хулиганов из уличных банд привлекалась милиция, сотрудники которой читали лекции на правовые темы и проводили встречи с подростками, предупреждая о недопустимости хулиганства. На ранних порах утренние боевые «пробежки» и драки («с добрым утром») происходили в 8 или 9 часов утра, когда на улице не было милиции, а в районных отделах происходили пересменки. В связи с этим милиция перенесла начало рабочего дня на час раньше, предписав сотрудникам в местах проживания выходить по утрам во дворы и наблюдать за обстановкой. Сотрудники инспекции по делам несовершеннолетних иногда доходили до абсурда, ставя на учёт как мелких хулиганов за самовольный уход из загородного лагеря труда и отдыха, так и тех, кто совершал кражу или избивал прохожего. Иногда на учёт ставили детей из неблагополучных семей за действия родителей, не проводя разницу между плохим воспитанием и патологической склонностью к преступлениям. В 1982 году Всесоюзный институт по изучению причин и разработке мер предупреждения преступности опубликовал первый доклад с грифом «секретно» о наличии организованной преступности в СССР: положения доклада встретили в штыки ряд должностных лиц. В 1984—1985 годах в противоборство были втянуты почти все казанские группировки, начиная от крупных банд и заканчивая мелкой дворовой шпаной. Вмешательство милиции и использование силовых методов помогло ненадолго стабилизировать ситуацию, после амнистии город захлестнула очередная волна насилия. Вернувшиеся из мест лишения свободы (в одном только Ленинском районе из мест заключения вернулись 33 человека) авторитеты узнали, что их места заняты другими людьми, и многие из авторитетов решились снова пойти на преступление, чтобы доказать своё право на пребывание в банде.
В дальнейшем члены уличных банд совершали свои рейды на близлежащие города (Набережные Челны, Чистополь, Нижнекамск), появлялись в Москве и Ленинграде. По словам Маликова, в его родном Альметьевске враждовали банды из разных кварталов, домов, дворов и подъездов, а многие побоища происходили на пустыре, разделявшем части города. Преимущественно костяк банд Альметьевска составляли самбисты, а членство в дворовом сообществе давало человеку защиту в лице авторитетов. В Москве процент иногородних преступников из числа казанских подростков был небольшой, однако казанских «мотальщиков» выделяли из общей массы. Для своевременного предотвращения преступлений казанская милиция начала особенно тесно сотрудничать с московскими коллегами. Казанские «мотальщики» в Москве обычно появлялись с целью просто подраться и прогуляться по площадям, чтобы внушить страх всем встречным: их внешний вид и поступки привлекали внимание журналистов. Они также занимались воровством и квартирными кражами, чтобы пополнить общак банды: некоторые считали, что ради модной одежды и денег участники казанских банд способны пойти и на такое и что на их малой родине подобное поведение было нормой. По данным МВД, половина преступлений, совершавшихся приезжими в московском регионе, приходилась на группировки из Поволжья (в том числе казанские).

### Дружинники
Помимо милиции, в борьбе против хулиганов участвовали боевые комсомольские дружины (БКД) и оперативные комсомольские отряды (ОКОД). Анвар Маликов писал, что в боевой комсомольской дружине (БКД) при КГУ, участвовавшей в патрулировании улиц, было 50 активных бойцов; помощь дружине КГУ оказывали отряды имени Дзержинского из подшефных школ Вахитовского района (18-я «английская», 131-я физико-математическая и 116-я) в обмен на соответствующую защиту школ от банд гопников. Иными известными отрядами были дружина КАИ, отряды КХТИ, медицинского института и КИСИ, а элитным считался отряд при горкоме комсомола, который выезжал в рейды на дискотеки в заводских клубах и отдалённые районы города. В 1982 году в Кировском районе в течение полугода появились отряды на вертолётном, пороховом и кожевенном заводах, а также при райкоме комсомола; попытка создать отряд в Казанском институте физкультуры и спорта потерпела неудачу. По словам начальника организационного отдела управления охраны МВД Татарской АССР А. Д. Авдеева, несмотря на разработку планов по борьбе с групповыми нарушениями и изменение принципа работы добровольных народных дружин, бездействие со стороны общества во многом способствовало усугублению проблем в городе, а сами дружинники боялись в одиночку патрулировать улицы.
Маликов утверждал, что после стычек ОКОД и БКД с бандой «Тяп-ляп» сила дружин убавилась, снизившись ещё сильнее на фоне подъёма иных группировок; ко всему прочему, имели место проблемы с пополнением дружин КГУ и КАИ. По словам Маликова, всю серьёзность ситуации первый секретарь казанского горкома партии Михаил Сухов понял после того, как встретился с двумя информированными осведомителями из молодёжных банд и выслушал от них сведения о действующих молодёжных бандах и их силе. В последующих встречах с городским прокурором и представителями правоохранительных органов информация подтвердилась, и Сухов принял решение бросить основные силы на борьбу против подростковой преступности в Казани. Пытаясь предпринять хоть какие-то меры и заставляя подростков регулярно отчитываться перед милицией, органы допустили ошибку, настроив детей против горожан. Попадавший в милицию подросток подвергался жесточайшей обструкции в группировке и ещё больше психологически «накачивался», и все специальные планы по борьбе с групповыми нарушениями оборачивались неудачей.

### Криминальные сводки
В 1984 году милиция зафиксировала 161 групповое преступление, совершённое несовершеннолетними в Казани, в 1989 году эта цифра возросла до 454. Согласно сводкам милиции, в 1986—1987 годах в Казани было совершено 181 нарушение общественного порядка, в том числе 51 групповая драка с участием 900 человек. Жертвами стали 6 подростков, 73 госпитализированы с серьёзными травмами, 193 получили телесные повреждения. Осенью 1987 года обстановка ухудшилась: помимо ножей, металлических шаров и арматуры, в драках стали замечать кастеты, а на разборки кто-то приносил и самодельные взрывные устройства. По данным на 1989 год, в Казани было зафиксировано 905 преступлений, совершённых несовершеннолетними, что составляло 23,5 % от всех совершённых в Казани преступлений (в 1980 году было зафиксировано 526 преступлений, совершённых малолетними, что составляло 8,2 % от всех зарегистрированных преступлений на тот год). Резкий скачок количества преступлений был зафиксирован в 1988 году, когда доля совершённых несовершеннолетними преступлений поднялась с 16,3 до 23,3 %. По словам Анвара Маликова, когда московская милиция начала массовые обыски в казанских поездах, задерживая и обыскивая туристические группы школьников, то у многих из них в результате обыска были изъяты кастеты и ножи. Когда правоохранительные органы Казани начали собирать материалы на банды и принимать жёсткие меры в их отношении, «авторитеты» стали постепенно перебираться в Крым, Москву и Ленинград.
По данным на 1 января 1990 года, на учёте в казанской милиции состояли 1218 человек в возрасте от 14 до 17 лет при том, что в Казани проживало 57 тысяч человек этого возраста; по мнению социологов, эти данные были занижены и в «конторах» состояла четверть казанской молодёжи. Заместитель начальника УВД Казанского горисполкома Е. Гатцук отмечал, что многие из молодёжи не осуждали деяния банд, затрудняя ведение воспитательной работы. Сами же группировки были всегда мобильнее официальных структур: в случае введения запрета на выход на улицу несовершеннолетним после 21 часа они старались вернуться домой как можно скорее, проводя все драки утром; при ужесточении контроля за дворами и улицами банды выезжали за город выяснять отношения; при запрете массовых драк нормой стали групповые избиения (пять или шесть человек били одного). С 1980 по 1989 годы ежегодно в колонию судом отправлялись не менее 500 несовершеннолетних преступников. Количество лиц со сроком лишения свободы менее года снижалось, а количество осуждённых на срок до 5 лет возрастало. В то же время в 80 % случаев отказывалось в возбуждении уголовных дел, а совершённые деяния трактовались как мелкое хулиганство, за которое виновники получали либо условный срок, либо обвинения переквалифицировали с уголовного правонарушения на административное. Настоящая предметная работа началась после составления списка группировок и их активных участников (около 3 тысяч человек): планировалось закрепить за каждой группой «шефов-комсомольцев». В районах города появились неофициальные сводные формирования правоохранительных органов под названием «Лидер». В ходе оперативно-розыскных мероприятий с привлечением агентурной сети выявили около 300 главарей, которых и отправили за решётку.

## Реакция казанской прессы
В газете «Вечерняя Казань» нередко обсуждались вопросы трудового воспитания и профессиональной ориентации молодёжи. В статьях «Вечерней Казани», выходивших в 1960-е, 1970-е и 1980-е годы, приводились примеры историй трудных детей и подростков, у которых не было доступных развлечений. Многие дети были из неблагополучных семей, где родители не заботились об их воспитании и не обращали на них внимания: у одних родители злоупотребляли алкоголем, у других родители были в разводе, из-за чего детей отправляли в интернат. В 1979—1981 годах в газете выходила рубрика «Дай руку, подросток», посвящённая проблемам воспитания. В редакцию газеты и в дальнейшем приходили множество писем, посвящённых советам по обучению молодых людей, но жалоб о драках не было. Первое сообщение о драках датировалось 4 сентября 1980 года, когда вышла статья о суде над подростком Леонидом С., который устроил драку с мальчишками в посёлке (он был на учёте в инспекции по делам несовершеннолетних). Позже в газетах «Вечерняя Казань», «Комсомолец Татарии» и «Советская Татария» появилось больше публикаций о хулиганских выходках молодёжи, начиная от избиения мальчика на хоккейной площадке во дворе школы № 135 и заканчивая разгромом троллейбуса. Несмотря на в целом спокойную обстановку в городе, у журналистов возникало беспокойство. Писатель Наби Даули ещё в апреле 1986 года заявил, что если горожане не задумаются о том, откуда берётся такая агрессия у подростков, последствия для города и общества могут стать катастрофическими.
Горисполком Казани, по свидетельствам журналистов, сначала не придавал значения дракам, но после обострения ситуации решил справляться собственными силами, не привлекая журналистов. Когда ситуация вышла из-под контроля и из Москвы стали приезжать комиссии, в горкоме решили запретить любые публикации. В июне 1986 года должны были выйти четыре статьи Любови Агеевой в одном из номеров газеты «Вечерняя Казань», написанные по просьбе секретаря горкома КПСС по идеологии Ф. Г. Зиятдиновой, которая позже порекомендовала не публиковать их: не помогала и положительная рецензия доцента Казанского филиала Высшей юридической заочной школы Н. Ф. Фатхуллина. Спустя несколько месяцев первый секретарь казанского горкома М. М. Сухов всё же добился публикации этой статьи. Агеева попыталась отправить ещё одну статью о казанской молодёжи в «Литературную газету», однако, по её словам, высокое должностное лицо из ЦК КПСС запретило публиковать материал, опасаясь, что на фоне недавнего съезда ВКЛСМ это ударит по репутации самого комсомола. Статья должна была выйти под названием «Показуха» в номере от 28 августа 1984 года. В тексте этой статьи Агеева критически отзывалась о «показушных» мероприятиях в городах по случаю приезда разных комиссий, отмечая, что эти дурные привычки свойственны также разным показательным школам и пионерским лагерям и подчёркивая, что в таких школах и лагерях действительно работают честные люди, создающие идеальные условия для детей.
Публикация «На развилке трёх дорог» от 10 апреля 1985 года вызвала резонанс в обществе, поскольку вскрылась проблема: учителя и родители не находили взаимопонимания по поводу того, где будет учиться ребёнок после 8-го класса. Выяснилось, что некоторым детям учителя отказывали в предоставлении права поступить в конкретные учебные заведения и насильно отправляли в ПТУ: вернуть право на поступление удавалось после вмешательства родителей. После публикации редактору «Вечерней Казани» А. Гаврилову сделали серьёзное внушение, а Зиятдинова и вовсе намекнула, что «наверху» лучше знают, где должны учиться восьмиклассники. По мнению Л. Агеевой, это был один из факторов развития «казанского феномена», поскольку у подростков вырабатывалось неприязненное отношение к ПТУ и к системе образования: в школах оставались либо тихие и послушные дети, либо чьи-то «любимчики». Поскольку в ПТУ отправлялись «трудные подростки», молодёжные банды пользовались этим и сами диктовали школьникам, какое училище им придётся выбирать: все училища в Казани находились под влиянием той или иной «конторы», и в некоторые училища путь представителям некоторых «контор» был закрыт как «врагам» соответствующей банды. В итоге в ПТУ попадали и состоящие на учёте ИДН, и имевшие судимости подростки, а из-за войн группировок некоторые училища и вовсе закрывались (такая участь ждала строительное ПТУ № 29, которое было разгромлено из-за стычек группировок «Юдино» и «Слобода»).
В 1980-е годы в газету «Вечерняя Казань» поступало всё больше писем от подростков, которые объясняли возможные причины вступления в банды и выражали желание быть услышанными и добиться прекращения насилия в городе. Взрослые писали намного чаще и больше, активно критикуя подростков и осуждая их компании, поскольку давали оценки событиям с высоты своего житейского опыта. Имели место призывы к ужесточению наказания в отношении хулиганов вплоть до введения военного положения и публичной казни на площади Свободы. Позднее в письмах взрослых, по словам Агеевой, увеличилось количество конструктивных размышлений. Редакция всерьёз рассматривала поданную в одном из писем идею телефонного разговора: автор письма как представитель казанских уличных банд желал поговорить о проблеме трудных подростков с представителем прессы, депутатом горсовета, психологом, прокурором или комсомольским работником. Среди некоторых писем, отправленных от имени подростков, часто встречались откровенные мистификации, авторы которых «прокалывались» на малейших деталях. В других письмах авторы отождествляли подростков с бунтарями против тоталитарной системы, которые считали, что все окружающие их люди неправы, а после бесплодных попыток убедить в этом начали мстить людям, сведя смысл своей жизни к совершению преступлений и мести обществу.

## Реакция СМИ вне Казани
Во время Перестройки о «казанском феномене» начали писать московские газеты и журналы, позже присоединились и иностранные издания. По словам Анвара Маликова, большинство журналистов не стремились передать подлинную картину событий, а желали отыскать как можно более шокирующих фактов: некоторые требовали показать места, где подростки совершали убийства. В связи с этим при подготовке репортажей о «казанском феномене» в статьях появлялись как грубые фактические ошибки, так и ложные факты и события. В частности, имели место многочисленные противоречия в разных статьях изданий «Наука и религия», «Огонёк», «Собеседник», «Комсомольская правда», «Советский спорт» и так далее.
Дожившие до тех дней члены группировки «Тяп-ляп» возмущались перевиранием фактов о своей банде, болезненно воспринимая некоторые неточности, а за статью «Моталки» в «Комсомольской правде» авторов чуть не обвинили в попытке разжигания межнациональной розни из-за нескольких неуместных цитат. Имел место скандал в московских редакциях по поводу слухов о том, что «банды» якобы собирались совершить рейд по Поволжью с целью изнасилования девственниц: из-за взаимного непонимания на вокзале Соликамска собралась толпа подростков с палками для защиты девушек от казанских банд. Ближе всего к реальному положению дел оказались авторы «Литературной газеты», журнала «Новое время» (статьи Ксении Мяло) и книги «Отрицательный угол» (очерк Ольги Чайки о бандах). Все эти публикации заставили казанские власти признать всю сложность и серьёзность возникшей проблемы.
13 июля 1989 года в газете The New York Times вышла первая публикация о казанских бандах, в которой кратко описывалась деятельность банды «Тяп-ляп».

## Научный взгляд
По заявлению Н. С. Фатхуллина, опубликованного в выпуске газеты «Вечерняя Казань» за 4 декабря 1986 года в заметке «Сиюминутный успех — не главное», анализ обстановки в Казани за несколько лет лишь показал, что КПД социального контроля за воспитанием очень и очень низок. Механизмов, воздействующих на социализацию подрастающего поколения, к тому моменту в обществе не было. Фатхуллин упоминал проведённое в Казани социологическое исследование: в справке с его итогами содержались рекомендации о ведении работы по профилактике нарушений на научной основе, а не стихийно. Сам он утверждал о недопустимости «диффузии ответственности» за положение дел с подрастающим поколением.
В 1989 году в одном из опубликованных социологических исследований было констатировано, что внимание учёных в предыдущие два десятилетия было сконцентрировано на совершенствовании деятельности организаций по работе с молодёжью, однако ситуации, когда определённые группы молодых людей оказывались в сфере влияния субкультур, не изучались. В том же году в Минске состоялась Всесоюзная конференция по вопросам молодёжной преступности, на которой присутствовал начальник отдела по борьбе с организованной преступностью МВД Татарской АССР С. О. Тесис: по его мнению, наука не могла дать конкретных рекомендаций, однако силовым органам несколько помогли исследования судебных процессов (в частности, над бандой «Тяп-ляп»), выполненные социологической лабораторией Казанского университета во главе с А. Сагалаевым. По мнению Тесиса, использовать исключительно милицейские методы для решения молодёжных проблем было ошибкой, поскольку авторитет милиции у населения падал, а сами сотрудники хотели сменить работу из-за перегрузок.
К 1991 году, согласно Агеевой, начали выпускаться научные работы, посвящённые проблемам молодёжи. Их авторы работали в НИИ профтехпедагогики Академии педагогических наук СССР, социологической лаборатории КГУ, Казанском филиале Московской высшей заочной юридической школы и других университетах. В этих работах проблема «казанского феномена» рассматривалась с разных точек зрения, но однозначный ответ на вопрос о его причинах и способов борьбы с ним не давали. По словам Н. С. Фатхуллина и кандидата юридических наук Р. М. Валеева, в 1985 году не наблюдалось надёжного контроля за социализацией подрастающего поколения.
Исследованием вопроса занималась социолог С. А. Стивенсон, которая в 2006 году в одной из своих статей отметила сходство казанских организованных преступных группировок, выросших из детских и подростковых компаний, с малолетними шайками, описанными в книге американского социолога Фредерика Трэшера «Шайка: изучение 1313 шаек Чикаго» (англ. The Gang: A Study of 1,313 Gangs in Chicago). Согласно Стивенсон, казанские группировки «эволюционировали в полном соответствии с идеями Гоббса», сводившимися к тому, что люди не способны в естественном состоянии развивать позитивную производительную деятельность, а после заключения социального договора и делегирования власти (главарям группировок в данном случае) общество пожинает плоды такого мира. Согласно результатам опубликованного в 2009 году исследования Д. В. Громова, для молодёжных уличных группировок из республик бывшего СССР были характерны кодекс чести с рядом пунктов (агрессивное поведение на улице, преданность группе, ограничение на применение насилия по отношению к детям, женщинам и старикам) и ритуализация насилия. В 2017 году Стивенсон подтвердила, что эти характеристики присущи и казанским молодёжным уличным группам.

## Административные меры
В ходе борьбы с «казанским феноменом» больше всего средств выделялось на обеспечение милиции, а не на нужды школ или объектов соцкультбыта, поскольку явление рассматривали через призму уголовного кодекса. В то же время предпринимались шаги, связанные с системой образования. Так, в начальных классах школ ввели пятидневку, в старших классах ввели зачётную систему знаний, были учреждены классы с углублённым изучением предметов (в том числе татарского языка и культуры), а в профтехучилищах были изменены учебные планы. В 1987 году учащийся Московского станкостроительного техникума Владимир Барц предложил создать специальную организацию, которая занималась бы подростками и могла бы решить те проблемы, которые были не по плечу комсомолу. Так появился Московский союз подростков, в шутку названный «Союзом непричёсанных», а в Казани заработало объединение «Подросток». По оценке Агеевой, руководство Казани чаще вело борьбу с последствиями феномена, а не с его причинами: эффективность работы с подростками оценивалась руководством в виде «количества проведённых мероприятий и исписанной бумаги».

### Школы
Формированию склонностей школьников к хулиганским поступкам и преступной деятельности отчасти способствовало закрытие многочисленных школьных мастерских и эстетических факультативов, открыть которые учителям было достаточно сложно, а закрытие осуществлялось по указанию «сверху». Созданный в 1979 году в Казани центр профориентации школьников должен был помогать им с решением вопроса о дальнейшем образовании и трудоустройстве, но его эффективность оказалась низкой: некоторые учителя давили на учеников, пытаясь не пустить их в 9-й класс и насильно отправить в ПТУ, поскольку им нужно было выполнять поступивший из Москвы план комплектования училищ. Восьмиклассникам не выдавали документы на руки: эту практику отменили в 1988 году. В 1985 году секретарь Казанского горкома КПСС А. Кадырова возмутилась тому, что в ПТУ хотят направить слишком много восьмиклассников. В дальнейшем в Казани для улучшения ситуации пришлось закрыть несколько ПТУ, в училище № 51 ввели бригадный метод обучения, а в 1988 году после отмены негласного запрета о невыдаче на руки документов восьмиклассникам резко сократилось число обучающихся в ПТУ.

### Эксперименты в ПТУ
В 1984 году А. Г. Корнишин начал проводить в казанском СПТУ № 15 эксперимент, основанный на опыте рабочих Северского трубного завода в Свердловской области и связанный с принципом коллективной ответственности. Бригады 1-го и 2-го курсов училища, добровольно согласившиеся участвовать в эксперименте, получали доплату и стипендию от предприятий в случае высокой успеваемости и посещаемости, а также выполнения финансового плана. Учащиеся лишались части доплаты в случае, если кто-то из коллектива совершал противоправный поступок; позже лишение доплаты предусматривалось за пьянство (от 30 до 40 %), а иногда учащиеся оставались и без доплаты, получая стипендию. По итогам эксперимента в 1986 году за девять месяцев милиция задержала всего 11 человек из училища при том, что в 1984 году были задержаны 36 человек. Учащиеся заняли выжидательную позицию в дворовых бандах, не уходя окончательно оттуда. Вскоре к эксперименту присоединились училища № 19 и № 50, но они допустили тактические ошибки, которые привели не к тем результатам, поскольку преподаватели сами решали, какая группа берёт на себя обязательства. В 1987 году во время весенней профсоюзной конференции один из бригадиров 2-го курса заявил, что благодаря эксперименту влияние группировок упало, однако спустя некоторое время члены нескольких «контор» избили бригадира в знак мести, а потом состоялись ещё две драки с участием первокурсников. Эксперимент в итоге остался не замеченным со стороны Госпрофобра Татарской АССР. Ещё одной ошибкой, по мнению Агеевой, стало введение трёхлетнего обучения в ПТУ, которое стало катализатором возникновения новых банд.

### Трудоустройство
В 1985 году, по словам Корнишина, «сверху» было дано указание вовлечь подростков в кружки и секции, а также заставить их принудительно посещать культурно-массовые мероприятия; с родителями необходимо было проводить постоянные разъяснительные беседы. Более того, преподавателям было дано указание держать учащихся ПТУ силой в здании и после окончания занятий: всё это проходило под лозунгом «Даёшь „второе расписание“!». В 1987 году идея организации досуга для учащихся была отвергнута окончательно в пользу идеи трудоустройства на работу. Школьников приглашали на работу на заводы ЭВМ, «Татхимфармпрепараты», «Аромат», обувное объединение «Спартак» и так далее. Некоторые предприятия взяли школьников после настойчивых требований от партийного руководства. На некоторых крупных предприятиях были созданы лагеря труда и отдыха по аналогии с теми, которые действовали при некоторых совхозах.
Попытки объединить молодых людей в подростковые стройотряды потерпели неудачу, в то же время результаты производительного труда подростков, которым они занимались в свободное от учёбы время, были продемонстрированы на выставке в январе 1989 года. Экспонаты этой выставки, по словам авторов, могли использоваться для оборудования столярных и слесарных мастерских, классов радиоэлектроники, квартиры или деревенского дома. По мнению Агеевой, идеи трудоустройства, которые продвигались исключительно «энтузиастами», были погублены из-за изменения условий существования предприятий, которым катастрофически не хватало средств. Имела место попытка создать городской авиационно-лётный технический центр на месте старого казанского аэропорта, которую поддерживали в комсомоле и ДОСААФ: в центре планировалось организовать возможность для творческой деятельности подростков, интересовавшихся техникой. Идея не увенчалась успехом, поскольку горисполком намеревался разместить новый жилой район на месте аэропорта: аргументы за строительство творческого центра остались без ответа.

### Общественные действия
В 1986 году группа родителей численностью 300 человек обратилась в ЦК КПСС с просьбой навести в городе порядок, поскольку масштаб бедствия стал угрожающим. По инициативе горкома партии в том же году состоялась публичная встреча казанцев, в ходе которой люди впервые высказались о проблеме, также состоялась дискуссия в Доме политического просвещения. Дальше громких заявлений и призывов дело не сдвинулось из-за бюрократических трудностей: по свидетельствам партийных деятелей, имела место преимущественно «имитация работы» в виде огромного количества профилактических бесед и проведённых «для галочки» мероприятий. Редким исключением стало образование объединения «Коммунар», отвечавшего за работу по месту жительства, и возникшие в 1986 году социально-педагогические комплексы в Казани с последующими праздниками улиц и дворов. В целом же ни клубы выходного дня в школах, ни «второе расписание» в ПТУ, изначально оценивавшиеся как перспективные варианты, не были реализованы так, чтобы свести подростковую преступность к минимуму: планы мероприятий диктовали «администраторы от воспитания». В то же время после массовых публикаций в прессе на порядок выросло количество заседаний и совещаний по проблемам подростков.
По словам Агеевой, Республиканская комиссия по делам несовершеннолетних и Прокуратура Татарской АССР на одном из заседаний признались в том, что не могут решить проблемы подростков: в 1989 году 76 привлечённых к уголовной ответственности молодых людей нигде не учились и не работали. Виновниками в сложившейся ситуации объявили руководителей ряда предприятий и сотрудников прокуратуры: в качестве способа решения было предложено внедрить специальную программу «Подросток и труд», которую планировали ввести к 1991 году. Согласно программе, трудоустройство молодёжи возлагалось на государственные рельсы, а для специальной службы помощи в трудоустройстве необходимо было найти финансирование. Ещё один вариант был предложен Евгением Баалем, который по заказу горкома партии подготовил комплексную программу борьбы с правонарушениями молодёжных группировок по месту жительства и предложил создать Бюро Совета Министров Татарской АССР по делам молодёжи, народного образования, культуры и спорта.
Городские власти приступили к открытию спортгородков и хоккейных коробок во дворах за счёт предприятий, а в жилых массивах учреждались подростковые клубы с кружками по интересам: дворцам, домам культуры и ведомственным клубам было предписано проводить по выходным дискотеки. В случае закрытия клуба руководство завода получало выговор от партийного руководства: в частности, инструктор Кировского райкома КПСС Александр Барышев проводил подворовые обходы, а наутро поручал обзванивать директоров предприятий насчёт непорядка на вверенных им площадках. В то же время некоторые группировщики решили устраивать сборы и выяснять отношения на хоккейных площадках.

## Трансформация банд в ОПГ

### Перестройка и распад СССР
Считается, что конец «казанскому феномену» пришёл с наступлением Перестройки, когда агрессивные настроения в соседних районах сходили на нет: юноши спокойно знакомились с девушками из районов, прежде считавшихся враждебными. В конце 1980-х годов заместитель начальника УВД Казанского горисполкома Е. Н. Гатцук заявил, что милиции удалось выявить во всех первых классах казанских школ ребят из групп риска, которым требовалась помощь психологов, педагогов и медиков, чтобы они не стали на преступную дорогу. Отдельные лица связывали это заявление с победой над «казанским феноменом». В действительности, некоторые члены казанских молодёжных банд больше не возвращались к своему прежнему занятию и нашли себя в новом обществе. В частности, Роберт Гараев стал экскурсоводом в Еврейском музее и центре толерантности, а некоторые из «мотальщиков» пришли в органы правопорядка, чтобы помогать бороться против преступных группировок, поскольку сами знали изнутри структуру похожих на ОПГ движений. Один представитель интеллигентной «мажорной семьи», некогда состоявший в одной из казанских банд и прославившийся участием в драках на выпускном, позже окончил юридический факультет, устроился работать в прокуратуру и добился осуждения ряда членов «низовской» и «киноплёновской» преступных группировок.
Распад СССР и его политические и экономические последствия способствовали распаду традиционной системы уличных группировок в связи с радикальной сменой ценностей в обществе. Социологи, не предполагая распад Советского Союза, прогнозировали очередной всплеск насилия после того, как костяк главарей отбудет свои сроки и ориентировочно через 7 лет после осуждения выйдет на свободу, однако преступный мир тогда переключился на коммерсантов: повзрослевшие подростковые банды превратились в особо опасные казанские ОПГ, ставшие печально известными на всю Россию. Ряд «мотальщиков» занялись предпринимательской деятельностью, не брезгуя крышеванием и рэкетом, а многие из традиций «группировок» в 1990-е годы более не соблюдались — некоторые банды хоть и не в открытую, но занялись продажей наркотиков. Согласно Светлане Стивенсон, в 1992 году группировки договорились о прекращении «асфальтных войн» и о разрешении противоречий на «стрелках»: на разделённой территории была выстроена устойчивая система организации насилия, а члены группировок посвятили себя экономической деятельности в так называемом секторе «силового предпринимательства»: каждая группировка разработала свои собственные «участки», территории и сферы бизнеса, из которых они извлекали прибыль, у них появились свои «точки» (предприятия) и «коммерсы» (предприниматели), которые регулярно платили за предоставление «крыши». К началу 1990-х годов появились «пишущиеся», которые не состояли ни в одной из группировок, но подражали их участникам и рисовали на стенах названия банд с короной.
Для казанских ОПГ, выросших из дворовых банд, остались характерными деление на возрастные когорты, сбор денег в общак (фонд группировки) и чётко определённые руководящие роли. В дальнейшем банды «казанского» типа возникли по всей стране. По свидетельствам бывших членов «контор», если в 1980-е годы имели место долговременные конфликты с одним врагом, с летними перемириями и «зонами без войн», то в 1990-е годы начались более краткосрочные, но жёсткие противостояния с использованием огнестрельного оружия: для стычек характерными стали порча транспорта и торговых точек, а также нанесение любого ущерба вплоть до физической расправы над противником. Чаще фиксировались случаи, когда в драках забивали до смерти. Немало сторонников «традиционных» группировок следовали заложенным в «конторах» традициям и противопоставляли себя легализовавшимся бизнесменам («торгашам»), считая главным наличие силы и предпочитая при малейшем оскорблении «встать в отмах» (ввязаться в драку и заставить обидчика ответить за свои слова). Многие группировки времён «казанского феномена» так и не раскрыли всех своих секретов, а все оценки их деятельности, которые давали разные специалисты (от психологов до криминалистов), остались лишь приблизительными.

### Казанские преступные группировки
В некоторых источниках к «казанскому феномену» относят также выросшие из дворовых банд казанские организованные преступные группировки, пик деятельности которых пришёлся на 1990-е годы. Так, в интервью газете «Коммерсант» 1996 года неназванный лидер одной из казанских ОПГ утверждал, что это преобразование состоялось в связи с тем, что после образования первых кооперативов многие «мотальщики» ушли в бизнес и начали зарабатывать первоначальный капитал, занимаясь мошенничеством и вымогательством. «Старые» члены группировок оказались в серьёзной опасности, поскольку «молодые» стремились к власти, а правительство республики приняло в то же время закон о чрезвычайных мерах по борьбе с преступностью. Банды, которые в перестройку занимались преимущественно вымогательством у цеховиков и кооператоров, взяли под контроль наркоторговлю и проституцию. После раздела сфер влияния в Казани татарстанские преступные сообщества распространили влияние и на Москву и Петербург: в Москве действовали три преступные группировки из Татарстана, а в Петербурге — четыре. Многие члены этих банд погибли во время криминальных войн 1990-х.
Если в 1992 году в Казани было зафиксировано 280 убийств, то через год произошёл всплеск в три раза, причём в день фиксировалось от 2 до 3 убийств из огнестрельного оружия, а тот год ознаменовался убийствами некоторых видных членов банд (в том числе вора в законе по кличке «Игла»). С 1993 по 1996 годы шла война банд «Жилка» и «Севастопольские» (по имени гостиницы «Севастополь» в Москве), чуть не разделившая жителей Казани на два лагеря: счёт жертв этой криминальной войны перешёл на десятки. В состав «Севастопольских» входили казанские группировки «Низы», «Грязь», «56-й квартал», «Бригада Ильфатея», «Чайники», «29-й комплекс», «Банда Тагирьянова» и другие.
Ещё одной крупной преступной группировкой Казани к концу 1990-х стали «Перваки» из микрорайона Первые Горки, выросшие из подростковой банды: они занимались крышеванием местного бизнеса и вели войну против банд-конкурентов «Высотка» и «Калуга», владея ночным клубом «Эйфория». В 1997 году после убийства одного из лидеров «перваков» по кличке «Гриня» группировка раскололась: одна её часть во главе с Альбертом «Бибиком» Бартовым объявила войну банде «Хади Такташ», но потерпела поражение. Главарь «такташевских» Радик «Раджа» Галиаберов объявил награду в 5 тысяч долларов за каждого убитого «первака» (есть версия, что их могли стравить сотрудники МВД, чтобы покончить с остатками уличных банд). Члены другой части «перваков» во главе с Фирдинатом «Федей» Юсуповым воздержались от таких стычек, к 2010-м годам их всех изловила полиция. В 2013 году Верховный суд Татарстана неожиданно оправдал всех арестованных, посчитав недоказанным факт существования «Перваков» как таковых, однако в марте 2021 года их главный киллер был экстрадирован из Болгарии, а в 2022 году над оставшимся в живых «перваками» во главе с Юсуповым начался суд по обвинению в серии совершённых в 1990-е убийств.
Бывший заместитель главы МВД по Республике Татарстан и бывший главный федеральный инспектор по Республике Татарстан Ренат Тимерзянов утверждал, что принять решительные меры против преступных группировок ему удалось после того, как член итоговой коллегии МВД по РТ и первый президент республики Минтимер Шаймиев прямо потребовал от органов начать влиять на группировки и их лидеров. Когда Тимерзянов сказал, что для этого нужна политическая воля руководства республики, Шаймиев заявил о своей готовности полностью поддерживать правоохранителей в этой борьбе. Считается, что в начале 2000-х годов удалось разгромить основную массу ОПГ и провести первые судебные процессы над членами преступных сообществ республики.

## Современный статус
По мнению Роберта Гараева, в современных преступных группировках Казани числятся выходцы из Средней Азии, однако среди них нет детей. Дети, по его мнению, могут найти себе «дело по душе», а «казанский феномен» лишь доказал свою неработоспособность в качестве «эксперимента». Главный редактор журнала «Идель» Айсылу Хафизова считает, что в 2010-е годы «казанский феномен» был забыт, оставшись лишь в воспоминаниях старшего поколения, хотя для некоторых современных жителей Казани упоминания о том, что их родители были в уличной банде или преступной группировке, приводят к началу «ностальгического разговора» на эту тему. В то же время, по словам Гараева, участникам группировок автоматически стала закрыта дорога как в силовые органы, так и в чиновничий аппарат. Многие из бывших «группировщиков» после распада СССР и ухода из банд устроились работать таксистами.
Существует версия, что «казанский феномен» так и не был побеждён до конца: группировки, по мнению Гараева, не прекратили существование, а исчезли из поля зрения обычных людей, оказавшись «на обочине жизни». Гараев писал, что после вступления в силу в 1997 году нового Уголовного кодекса, который содержал статью 210 «Организация преступного сообщества», группировки стали вести себя намного сдержанней и тише, что заставило журналистов подумать, что эпоха группировок пришла к концу. По его словам, группировки не исчезли, а преобразовались и подстроились под новые реалии. В 2007 году в Казани состоялся круглый стол на тему молодёжных группировок экстремистской направленности: в рамках обсуждения были представлены результаты исследования, проведённого татарстанским филиалом НИИ МВД РФ. Согласно сотруднику пресс-службы УВД по Казани Зуфару Тагирову, потомки группировок времён «казанского феномена» отказались от борьбы за сферы влияния, но не бросили криминальную деятельность, начав собираться для совершения грабежей, краж или разбоев. Некоторые исследователи называют реинкарнацией феномена зародившееся в 2010-е годы подростковое движение «АУЕ», однако члены ряда группировок утверждали, что блатных и воровских понятий либо атрибутов «АУЕ» у них никогда не было.
В 2010 году начальник оперативно-розыскной части по линии борьбы с организованной преступностью МВД по Татарстану Павел Серов говорил, что в Казани присутствовали более 50 молодёжных группировок, но утверждал, что «казанский феномен» не повторится, поскольку проблема молодёжных группировок не стояла так остро. Поводом для обсуждения возможного возвращения «казанского феномена» стало убийство футболиста казанской команды «ДЮСШ-Вахитовский» Эмиля Шафигуллина 4 июня 2011 года, который был расстрелян в собственной машине. В убийстве обвинили предполагаемого члена ОПГ «Седьмовские» Артёма Толкушкина, банда которого ошибочно приняла машину Шафигуллина за автомобиль одного из членов ОПГ «Первомайские»: в тот день они собирались выяснить отношения с этой бандой.
В 2017 году прокурор Республики Татарстан обвинил правоохранительные органы в том, что они дают «не отвечающий реалиям» ответ организованной преступности на фоне того, что в республике поднимают голову ОПГ, вовлекающие в свою деятельность несовершеннолетних. По заявлению доцента института психологии и образования Казанского федерального университета Рамиля Гарифуллина, возрождение «казанского феномена» может быть расценено как угроза национальной безопасности России. Анвар Маликов отмечает, что группировки возрождаются в школах и в настоящее время контролируют ночные клубы в Казани и Татарстане, что может расцениваться как «бомба замедленного действия». По состоянию на начало 2021 года, по версии газеты «Бизнес Online», в Казани орудовало 38 крупнейших организованных группировок, корни многих из которых уходили ещё во времена молодёжных банд.

## Исследования и отражение в искусстве

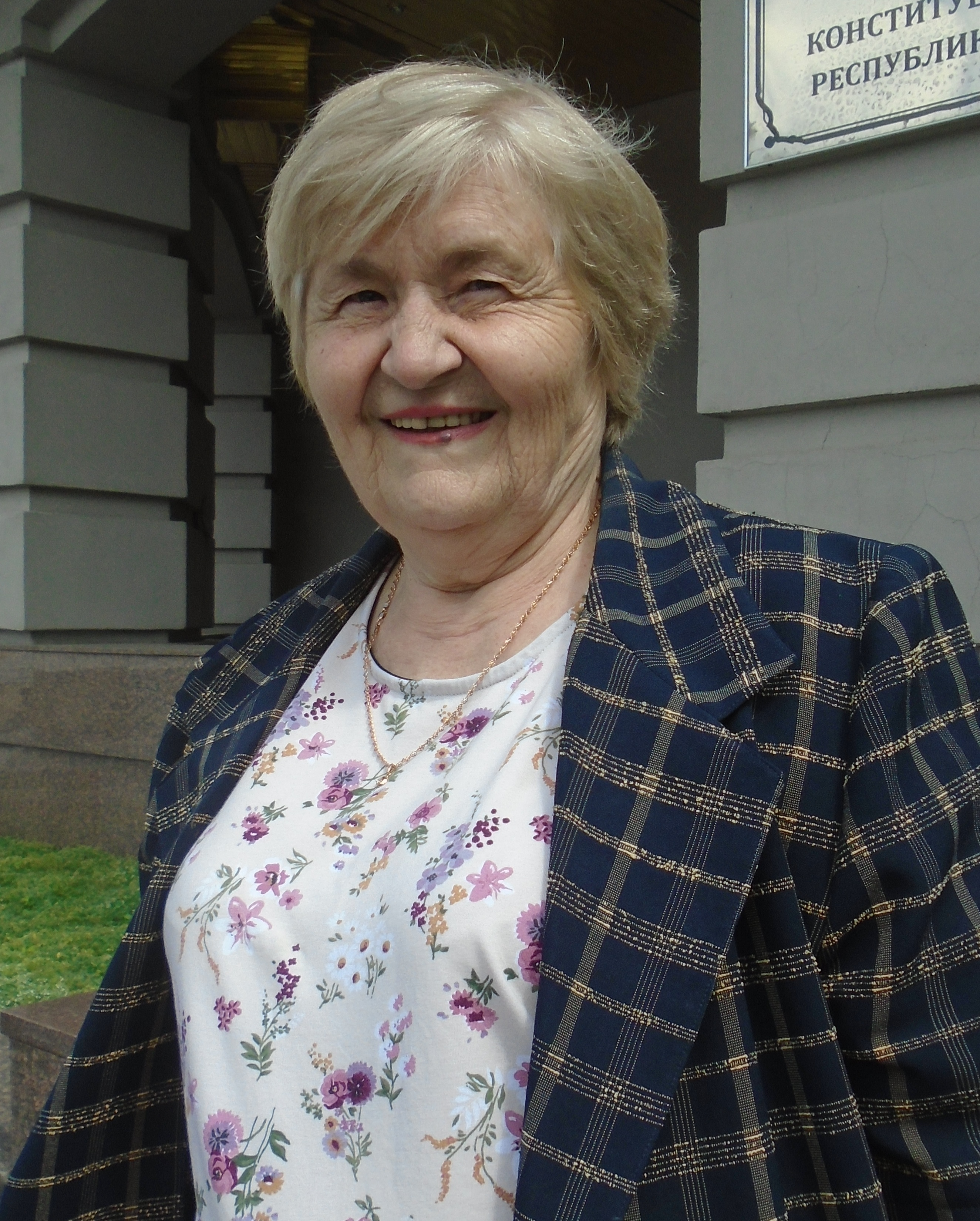
Любовь Агеева

- О «казанском феномене» в Перестройку были сняты документальные фильмы Ависа Привина и Марины Разбежкиной « А у вас во дворе?»[15], а также серия фильмов авторства Роберта Хисамова и Николая Морозова, состоящая из картин «Зовёт страна Апрелия» (часто не включается в этот блок, так как повествует о бардовском движении), « Пустота» (1987), « Страшные „игры“ молодых» (1988) и « Крик. ПТУ не с парадного подъезда» (1989)[110]. Картина «Страшные игры молодых» попала в один из сюжетов программы «Взгляд», а аудитория была шокирована тем, что показывалось в картинах[206]: в кадры попадали драки «стенка на стенку» среди малолеток, тела убитых в результате потасовок школьников, похороны погибших, суды над организаторами и соучастниками преступлений, а также съёмки из колоний для несовершеннолетних, куда отправлялись осуждённые «мотальщики». За свои острые публицистические документальные фильмы Хисамов и Морозов в 1987 году были удостоены премии МВД СССР[110]. Морозов утверждал, что только после выхода фильма «Страшные „игры“ молодых» общество осознало, с какой проблемой в лице казанских банд оно сталкивается[198].
- В 1991 году журналистка газеты «Вечерняя Казань» Любовь Агеева выпустила книгу «Казанский феномен: миф и реальность», которая стала одним из крупнейших исследований «казанского феномена» и была также посвящена общим проблемам воспитания молодёжи Татарстана на стыке десятилетий[207]. Ещё одно крупное исследование феномена провёл Роберт Гараев в своей книге «Слово пацана. Криминальный Татарстан 1970—2010-х»: Гараев сам состоял в бандах и в книге использовал собственный опыт и проведённые «полевые» эксперименты[3].
- Глава МВД Татарстана Асгат Сафаров в 2012 году выпустил книгу «Закат казанского феномена» о борьбе с наследниками молодёжных банд и казанскими ОПГ после распада СССР. Выход книги сопровождался скандалом, поскольку автор в предисловии прямо выступил за введение смертной казни в отношении убийц, назвав это «ещё очень даже гуманным»[208], а также оправдывал применение пыток к задержанным как необходимый элемент для борьбы с организованной преступностью[209]. Роберт Гараев критически относился к работе Сафарова, считая её «самой слабенькой» из книг по этой теме, но высоко ценил книги Максима Беляева и Андрея Шептицкого из серии «Бандитский Татарстан» о событиях тех лет, поскольку в них использовались материалы реальных уголовных дел[45].
- В 2016 году арт-директор издания «Инде» Анастасия Ярушкина выпустила коллекцию футболок с названиями казанских преступных группировок, которые выросли из дворовых банд, и фотографиями некоторых их членов — среди названий фигурировали «Хади Такташ», «Квартал», «Жилка» и «Теплоконтроль». Реакция казанцев оказалась неоднозначной: многие осудили инициативу, расценив как попытку героизации преступников. Негативно высказались и авторы серии книг «Бандитский Татарстан»: Максим Беляев назвал коллекцию футболок банальной попыткой коммерциализации «казанского феномена», а Андрей Шептицкий приравнял ношение таких футболок к ношению фотографий убийц и насильников[210]. Выпуском футболок занимался бренд «Сухая река»[10]. Назим Исмагилов, дизайнер компании «Максат» и участник хип-хоп-проекта Ittifaq, также выпускал принты для одежды под названием «Казанский феномен» и серию футболок с названиями спальных районов Казани, призывая клиентов относиться к принтам с иронией[211].
- На открытии III Всероссийского форума «Время кино» весной 2017 года был представлен проект веб-сериала «Братья» Максима Ардашева и Тимура Садыкова, в котором должны присутствовать две временные линии: 1987 год, время расцвета «казанского феномена», и 1994 год, первые годы существования РФ и события после распада традиционных «контор»[212]. Предполагалось отснять восемь 5-минутных серий для трансляции в соцсетях и на YouTube, не исключалась возможность трансформации материала в телевизионный формат (45-минутные серии). Режиссёр сериала Тимур Садыков, который проживал в криминогенном районе на улице Яхина и хорошо знал о преступлениях «контор», намеревался исключить из сериала романтизацию бандитизма[213].
- Автобиографический роман Шамиля Идиатуллина «Город Брежнев», описывающий жизнь в Набережных Челнах и отчасти освещавший деятельность подростковых группировок «казанского феномена», в 2017 году стал третьим лауреатом премии «Большая книга», а в 2020 году в Набережных Челнах Олегом Кинзягуловым была поставлена пьеса по мотивам произведения на татарском языке. Главные роли в пьесе исполнили Винер Файзуллин (Артур, главный герой) и Физалия Габидуллина (Татьяна, девушка героя). Сам автор романа Идиатуллин утверждал, что в целом «история с гопничеством» его не касалась, но выражал сожаление, что многие из его ровесников не дожили до 2000-х годов и не переросли то, что представлял собой «казанский феномен»[214].
- 1 февраля 2022 года кинорежиссёр Жора Крыжовников объявил о начале работы над телесериалом о казанских группировках под рабочим названием «Слово пацана»[215]: несмотря на совпадение с названием книги Роберта Гараева, автор книги заявил, что сценарий фильма Крыжовникова будет сильно отличаться от книги[59]. Согласно изданию «Челнинские известия», в кастингах приняли участие почти 1200 человек, а для работы над сериалом были отобраны 240 человек в Казани и 40 человек в Набережных Челнах. Съёмки картины планировалось провести с ноября 2022 по февраль 2023 года в Казани или Нижнем Новгороде, а сериал должен был состоять из 8 серий. 25 апреля кастинг-директор Юлия Марина объявила о приостановке работы над сериалом без объяснения причин[216]. Ранее уполномоченный по правам ребёнка в Татарстане Ирина Волынец требовала отменить съёмки, обвиняя режиссёров в попытке героизации представителей казанских преступных группировок[217]. В поддержку съёмок фильма, в свою очередь, выступали советник министра культуры Татарстана и член жюри премии «Золотая маска» Нияз Игламов, а также замначальника управления уголовного розыска МВД Республики Татарстан (1993—1997) Александр Аввакумов, которые утверждали, что о «казанском феномене» давно следовало снять фильм[198]. Сериал под названием «Слово пацана. Кровь на асфальте» вышел 9 ноября 2023 года на стриминговых платформах Wink и START[218], обретя огромную популярность в России[219][220].